# الجدول الزمني للصراع بين إسرائيل وحزب الله (17 سبتمبر 2024 – 26 نوفمبر 2024)
يغطي هذا الجدول الزمني للصراع بين إسرائيل وحزب الله الفترة من 17 سبتمبر 2024، عندما انفجرت أجهزة النداء التابعة لحزب الله في جميع أنحاء لبنان وسوريا حتى الوقت الحاضر. بدأت إسرائيل غاراتها الجوية على لبنان في 23 سبتمبر، واغتالت حسن نصر الله في 27 سبتمبر، وغزت لبنان في 1 أكتوبر.
وصف موجز للأحداث الرئيسية خلال هذه الفترة:
- 17 سبتمبر: بعد ساعات من إعلان مجلس الوزراء الأمني لإسرائيل أن إعادة سكان شمال إسرائيل إلى منازلهم هو هدف جديد للحرب، انفجار أجهزة النداء التابعة لحزب الله في جميع أنحاء لبنان وسوريا، مما أسفر عن مقتل 12 شخصًا وإصابة 2750 آخرين. وكان من بين القتلى والجرحى مسلحون ومدنيون.
- 18 سبتمبر: انفجار أجهزة اتصال لاسلكية تابعة لحزب الله في الموجة الثانية من تفجيرات الأجهزة. قُتل 30 شخصًا، وأصيب مدنيون، واحتمال مقتل بعضهم.
- 20 سبتمبر: مقتل جنرالات حزب الله إبراهيم عقيل وأحمد وهبي خلال الغارة الإسرائيلية على بيروت، بالإضافة إلى 29 مدنيًا على الأقل عندما دمرت غارة جوية إسرائيلية مبنى سكنيًا.
- بداية من 23 سبتمبر: بدأت إسرائيل في ضرب أهداف في لبنان في غارات جوية متعددة، مما أسفر عن مقتل 700 شخص على الأقل حتى الآن وتعهدت بمواصلة الضربات. ويقول وزير الخارجية اللبناني عبد الله بو حبيب إن ما يقرب من 500 ألف شخص قد نزحوا بسبب الهجمات.[1] ورفضت إسرائيل الدعوات لوقف التصعيد، مثل خطة وقف إطلاق النار لمدة 21 يومًا التي قدمتها فرنسا والولايات المتحدة، حيث قال بنيامين نتنياهو إن الضربات ستستمر "بكامل القوة" حتى تهدف الحرب الجديدة إلى إعادة سكان إسرائيل إلى الشمال.[2]
  - 23 سبتمبر: شنت إسرائيل غارات جوية جماعية، مما أدى إلى تصعيد كبير للصراع. تم إعطاء السكان إشعارًا بساعات فقط للإخلاء. تم تنفيذ الغارات الجوية في جميع أنحاء لبنان ولكنها ركزت على جنوب لبنان مع وجود حزب الله المكثف فيه. كانت الطرق مزدحمة بالناس الفارين، وفي بعض الحالات استخدموا كلا الاتجاهين للطرق للهروب، مع وجود طريق في صيدا به ازدحام مروري بعرض 10 حارات على جانبي الطريق أمام المركبات المستخدمة للهروب من الغارات الجوية.[3] وقُتل العديد من المدنيين، من بينهم 50 طفلاً. كان يوم 23 سبتمبر هو اليوم الأكثر دموية للصراع في لبنان منذ الحرب الأهلية اللبنانية.[4]
  - 27 سبتمبر: اغتيال حسن نصر الله خلال الهجوم الذي استهدف عدة مبانٍ بما في ذلك مجمعات سكنية في الضاحية المكتظة بالسكان في بيروت. ويذكر الجيش الإسرائيلي أن الهدف كان المقر الرئيسي لحزب الله، الواقع تحت المباني السكنية التي دمرت في الهجوم.[5] وقد أكد حزب الله وفاة نصر الله في الساعات التي تلت الغارة.[6] عدد القتلى المؤكد هو ستة على الأقل، لكن مسؤول إسرائيلي قدر العدد الحقيقي للقتلى بـ "المئات".[7]
- 1 أكتوبر: في أعقاب التصعيدات المختلفة غزت إسرائيل لبنان.[8][9] بعد ليلة من القصف العنيف وتحذيرات الإخلاء والمزيد من الغارات الجوية، تم وصف الغزو بأنه "وشيك".[10][11][12] وأعلنت إسرائيل بعد ذلك أنها غزت لبنان فيما أسمته "عملية برية مستهدفة ومرسومة في جنوب لبنان".[13] وبالمثل، تم وصف غزو عام 1982 بأنه محدود، على الرغم من أن ذلك أدى إلى احتلال دام 18 عامًا.[14]

## سبتمبر

### 17 سبتمبر
- صرح الشاباك إنها أحبطت محاولة لحزب الله لاغتيال مسؤول أمني إسرائيلي سابق لم يكشف عن اسمه باستخدام لغم أرضي.[15]
- أعلنت إسرائيل أن وقف هجمات حزب الله للسماح لمواطنيها بالعودة إلى الشمال أصبح هدفًا للحرب  [لغات أخرى]‏.[16]
- قُتل ستة أعضاء من حزب الله في غارات جوية إسرائيلية في جنوب لبنان،[17] بما في ذلك ثلاثة في هجوم على مبنى في بليدا.[18]
- تم اعتراض عدة طائرات بدون طيار قادمة من لبنان ضربت مناطق مفتوحة بعد عبورها إلى الجليل الأعلى.[19]
- قُتل ما لا يقل عن 12 شخصًا وأصيب أكثر من 2750 آخرين، بمن فيهم أعضاء حزب الله في جميع أنحاء لبنان وسوريا، في أعقاب انفجارات متعددة لأجهزة النداء.. ومن بين المصابين السفير الإيراني في لبنان مجتبى أماني  [لغات أخرى]‏[20][21][22]
- أعلن حزب الله أن 12 من عناصره قتلوا في الهجمات الإسرائيلية.[23]

### 18 سبتمبر
- انفجرت أجهزة الاتصال اللاسلكية التابعة لحزب الله في عدة مناطق من لبنان، مثل بيروت، وسهل البقاع، والجنوب.[24][25] قُتل ما لا يقل عن 27 شخصًا، بينما أصيب 708 آخرون.[26][27] وأعلن حزب الله أن 20 من عناصره قتلوا خلال تفجيرات الأجهزة اللاسلكية.[28]
- أعلن حزب الله مسؤوليته عن هجمات صاروخية ضد مواقع المدفعية الإسرائيلية.[29]
- تعرضت على الأقل مركبتان مدرعتان تابعتان لقوات اليونيفيل أثناء قيامهما بدورية في صور لهجوم بالحجارة من قبل مجموعة من الرجال.[30]
- تم نشر فرقة المظليين رقم 98 التابعة للجيش الإسرائيلي في شمال إسرائيل بعد أشهر من القتال في غزة.[31]
- أعلن وزير الدفاع الإسرائيلي يوآف غالانت عن بدء "مرحلة جديدة في الحرب" وصرح أن تركيز إسرائيل انتقل إلى الشمال.[31][32]
- أطلق حزب الله أكثر من 40 صاروخًا على شمال إسرائيل ومرتفعات الجولان،وأطلق عشرة صواريخ على جبل الشيخ في المساء.[33]
- قصفت القوات الجوية الإسرائيلية مباني تضم مسلحين من حزب الله في جبين وقاذفات صواريخ ومباني في حلتا وكفر كلا والعديسة وشمعا.[33]

### 19 سبتمبر
- أطلق حزب الله صاروخين مضادين للدبابات على الأقل على رميم ريدج، مما أسفر عن مقتل جندي من الكتيبة 51 من لواء جولاني وإصابة ثمانية آخرين في موقع حدودي.[28] كما أدى هجوم لطائرة بدون طيار شنه حزب الله في يارا إلى مقتل قائد احتياطي إسرائيلي وإصابة جندي آخر.[34]
- قصفت عدة طائرات بدون طيار مستوطنتي بيت هيلل وكريات شمونة، ما تسبب باندلاع حرائق.[28]
- نفذ سلاح الجو الإسرائيلي غارات ليلية ضد مباني لحزب الله في شحين والطيبة وبليدا وميس الجبل وعيترون وكفر كلا ومستودع أسلحة في الخيام.[28]
- أعلن الجيش الإسرائيلي أنه بدأ بتنفيذ غارات جوية تهدف إلى تدمير قدرات حزب الله.[35] تم تنفيذ أكثر من 70 غارة جوية استهدفت حوالي 100 منصة لإطلاق الصواريخ، و1000 صاروخ، والبنية التحتية الأخرى في جنوب لبنان.[36][37]
- اخترقت طائرات مقاتلة إسرائيلية حاجز الصوت وأطلقت القنابل المضيئة فوق بيروت.[38]
- قُتل اثنان من عناصر حزب الله على يد القوات الإسرائيلية، وتمكن ثالث من الفرار بعد محاولته التسلل عبر الحدود وزرع عبوة ناسفة في موقع العباد.[39][40]
- ألحقت عدة صواريخ أضرارا بما لا يقل عن 50 منزلا في المطلة وتسببت في اندلاع حرائق. وأصيبت امرأة بجروح طفيفة نتيجة للحروق التي أصيبت بها نتيجة الهجوم.[41][42]

### 20 سبتمبر
- أطلق حزب الله ما مجموعه 170 صاروخًا على إسرائيل،[43] حوالي 120 صاروخًا على مرتفعات الجولان، وصفد، الجليل الأعلى، و20 صاروخًا على ميرون ونتوعا. وقد اندلعت عدة حرائق، كانت واحدة في ملعب في صفد.[42]
- شنت إسرائيل غارة جوية في الضاحية الجنوبية لبيروت استهدفت قائد العمليات في حزب الله إبراهيم عقيل. قُتل ما لا يقل عن 45 شخصًا بينهم ثلاثة أطفال، بينما أصيب 68 آخرون بينهم خمسة أطفال ودُفن 23 شخصًا تحت الأنقاض.[44][45] وكان من بين أعضاء حزب الله الستة عشر الذين قتلوا عقيل وأحمد محمود وهابي (وعضو آخر في القيادة العليا لقوة الرضوان) ونحو اثني عشر من كبار القادة الآخرين.[46][47]
- أدت غارة جوية إسرائيلية على سيارة بالقرب من مطار دمشق الدولي إلى مقتل قائد كبير في كتائب حزب الله.[48]
- نفذت إسرائيل غارة بطائرة بدون طيار على أحد أعضاء حزب الله أثناء دخوله مبنى في كفركلا.[49]
- قصف سلاح الجو الإسرائيلي مباني حزب الله في عيترون وكفر كلا وميس الجبل والطيبة والعديسة ويارون.[49]
- قالت حزب الله إنها أطلقت دفعتين من صواريخ الكاتيوشا على مقر استخبارات إسرائيلي في شمال إسرائيل.[50]

### 21 سبتمبر
- أطلق حزب الله 90 صاروخًا على كريات شمونة وصفد وبلدات أخرى، مما أدى إلى اشتعال الحرائق في شمال إسرائيل.[51] تم قصف منزل في كيتيا والطريق السريع 89  [لغات أخرى]‏ بالقرب من صفد بشكل مباشر.[52] وأعلن حزب الله أنه استهدف 11 موقعاً للجيش الإسرائيلي.[53]
- هاجمت القوات الجوية الإسرائيلية 400 هدف لحزب الله في جنوب لبنان على مدار اليوم.[51] وشملت الأهداف آلاف منصات إطلاق الصواريخ والبنية التحتية.[54]
- زعم جيش الإحتلال الإسرائيلي أنه نجح في "تفكيك القيادة العسكرية لحزب الله بشكل شبه كامل".[55]
- أعلن حزب الله عن مقتل اثنين من عناصره.[56][57]
- فرضت قوات الإحتلال الإسرائيلية قيوداً على التجمعات في أجزاء من شمال إسرائيل ومرتفعات الجولان.[53]

### 22 سبتمبر
- أطلق حزب الله 150 صاروخا على إسرائيل في ساعات الصباح الباكر مستهدفا منطقة حيفا ووادي يزرعيل. وأصيب ستة أشخاص، بينهم ثلاثة أشخاص في كريات بياليك، كما قُتل شخص في حادث سيارة قيل إنه ناجم عن الذعر الناجم عن القصف. وتضررت عدة مباني ومنازل.[58][59] وقالت جماعة حزب الله إنها استهدفت قاعدة رامات ديفيد الجوية في هجومها الأبعد في إسرائيل منذ بدء الصراع.[60]
- نفذ سلاح الجو الإسرائيلي 60 غارة جوية في جنوب لبنان، مما أسفر عن مقتل ثلاثة أشخاص، شملت عضوان على الأقل من حزب الله، وإصابة اثنين آخرين.[61][62]
- أطلق حزب الله طائرات بدون طيار محملة بالمتفجرات على موقعين لجيش الإحتلال الإسرائيلي في شمال إسرائيل.[61]
- أصيب ضابط في جيش الإحتلال الإسرائيلي بجروح طفيفة في هجوم صاروخي مضاد للدبابات شنته حزب الله في منطقة راميم.[63]

### 23 سبتمبر
- حثت قوات الإحتلال الإسرائيلية المواطنين بالقرب من مواقع حزب الله في جنوب لبنان وبعض مناطق بيروت على إخلاء منازلهم.[64][65] وطلبت قوات اليونيفيل أيضًا من موظفيها في المنطقة الانتقال إلى شمال نهر الليطاني.[66]
- بدأت قوات الإحتلال الإسرائيلية بشن ضربات واسعة النطاق ضد أهداف لحزب الله في لبنان أطلقت عليه إسرائيل عملية السهام الشمالية. وقد نفذت أكثر من 1600 غارة في لبنان على مدار اليوم، مما أسفر عن مقتل 558 شخصًا على الأقل وإصابة أكثر من 1835 آخرين من الأطفال والنساء والمسعفين وفقًا لوزارة الصحة اللبنانية.[67][68][69]
- أطلق حزب الله حوالي 240 صاروخًا،[70] على إسرائيل والضفة الغربية ومرتفعات الجولان، مما أدى إلى إصابة خمسة أشخاص. أطلقت أولاً 35 صاروخًا على شمال إسرائيل مستهدفة قواعد ومستودعات تابعة لجيش الإحتلال الإسرائيلي، مما أدى إلى إصابة رجل بجروح طفيفة في الجليل الأسفل.[71] وأطلقت بعد ذلك نحو 80 صاروخًا استهدفت عدة مواقع في أرئيل وكارني شمرون وفي الضفة الغربية المحتلة وحيفا.[72][73] استهدفت المجموعة قواعد جيش الإحتلال الإسرائيلي ومنشآت شركة رافائيل لأنظمة الدفاع المتقدمة.[74]
- تم استهداف علي الكركي قائد الجبهة الجنوبية لحزب الله في غارة جوية إسرائيلية في بيروت.[75][76] وقال حزب الله إنه نجا من الهجوم.[77]
- قالت الولايات المتحدة إنها سترسل قوات إضافية إلى الشرق الأوسط بسبب تصاعد التوترات.[78]
- قُتل قائد ميداني لحماس في غارة جوية إسرائيلية في جنوب لبنان.[79]
- أصيب مدنيان فلسطينيان بجروح ووقعت أضرار جسيمة نتيجة هجوم صاروخي شنه حزب الله على دير استيا.[80]

### 24 سبتمبر
- قال حزب الله إنه نفذ ضربات استهدفت قواعد جوية إسرائيلية ومصنعا للمتفجرات.[81]
- قال جيش الاحتلال الإسرائيلي إنه قصف منصات إطلاق صواريخ تابعة لحزب الله استخدمت في استهداف مطار مجيدو. كما ضربت عشرات الأهداف الأخرى لحزب الله في جنوب لبنان.[81]
- زعم حزب الله أنه قصف المخازن اللوجستية للفرقة 146 في قاعدة راموت نفتالي التابعة لجيش الاحتلال الإسرائيلي باستخدام الصواريخ، وكريات شمونة بالصواريخ.[82]
- أطلق حزب الله نحو 300 صاروخ على شمال إسرائيل طوال اليوم، مستهدفاً الجليل الأعلى وجنوب حيفا، مما أدى إلى إصابة ستة أشخاص.[83] ولحقت أضرار جسيمة بالمباني والمقبرة في كريات شمونة.[84] أصيب جندي احتياطي بشظايا في منطقة جبل الكرمل.[85][86] وقالت قوات الاحتلال الإسرائيلية إن نحو 10 قذائف أطلقت من لبنان باتجاه منطقة هعمكيم.[87]
- نفذ جيش الاحتلال الإسرائيلي ضربة مستهدفة في بيروت، مما أسفر عن مقتل قائد وحدة الصواريخ والقذائف في حزب الله إبراهيم القبيسي وخمسة أشخاص آخرين وموظفان في المفوضية العليا للأمم المتحدة لشؤون اللاجئين وإصابة 15 شخصًا.[88][89]
- قال حزب الله إنه استخدم صاروخًا جديدًا يحمل اسم فادي 3 لاستهداف قاعدة لجيش الاحتلال الإسرائيلي.[90]
- قال حزب الله إن صواريخه استهدفت قصرين.[91]
- قال حزب الله إنه أطلق ما مجموعه 90 صاروخا على قاعدة دادو التابعة لجيش الدفاع الإسرائيلي على مرتين في محيط صفد.[92][93]
- وقال الجيش الإسرائيلي أنه ينفذ سلسلة جديدة من "الضربات الواسعة النطاق" ضد أهداف تابعة لحزب الله في لبنان.[94]
- زعم حزب الله أن طائراته بدون طيار ضربت قاعدة عتليت البحرية في محيط حيفا.[95]
- قُتل ما لا يقل عن 13 شخصًا في غارات جوية إسرائيلية أخرى في جنوب لبنان.[96]
- غارات جوية إسرائيلية تضرب بلدة الجية.[97]

### 25 سبتمبر
- قصف سلاح الجو الإسرائيلي ما مجموعه 280 موقعًا لحزب الله في جميع أنحاء لبنان، بما في ذلك مستودعات الأسلحة وقاذفات الصواريخ.[98] وأعلنت وزارة الصحة اللبنانية مقتل 72 شخصًا على الأقل وإصابة 392 آخرين في الهجمات.[99]
- ذكرت قناة الجزيرة الإنجليزية أن الضربات الإسرائيلية في كرك نوح أدت إلى مقتل 15 مدنيًا.[100]
- تم إطلاق صاروخ أرض أرض من لبنان باتجاه تل أبيب.[101] قال حزب الله إن صاروخه الباليستي استهدف مقر الموساد في محيط المدينة.[102]
- أصابت الغارات الجوية الإسرائيلية أهدافاً لحزب الله، شملت القرى والبلدات المحيطة بصور، بينما اعترضت القبة الحديدية صواريخ حزب الله.[103]
- أدت غارة جوية إسرائيلية على معيصرة في قضاء كسروان إلى مقتل ثلاثة أشخاص وإصابة تسعة آخرين.[104]
- أدت غارة جوية إسرائيلية على عين قانا إلى مقتل ثلاثة أشخاص وإصابة 13 آخرين.[105]
- قُتل مصور قناة المنار كامل كركي في غارة جوية إسرائيلية على القنطرة.[106]
- أطلق حزب الله 40 صاروخاً على الجليل الأعلى، فأصاب دار مسنين في صفد.[107]
- تم إلغاء حفل المغنية نوا كيريل في تل أبيب المقرر اليوم التالي بسبب الهجوم الصاروخي الذي شنه حزب الله على وسط إسرائيل.[108]
- أسفرت غارة إسرائيلية في جون عن مقتل أربعة أشخاص وإصابة سبعة آخرين.[109]
- أسفرت غارة جوية إسرائيلية في بنت جبيل عن مقتل أربعة أشخاص.[110]
- قتل شخصان وجُرح 27 خلال قصف قرية تبنين بجنوب لبنان.[111]
- أدت غارة جوية إسرائيلية في تبنين إلى مقتل ثلاثة أشخاص وإصابة 20 آخرين.[112]
- أدت عدة غارات جوية إسرائيلية على محافظة بعلبك الهرمل إلى مقتل ما لا يقل عن سبعة أشخاص وإصابة 38 آخرين.[113]
- أدت غارة إسرائيلية على قرية مارون الراس إلى إصابة شخصين.[110]
- أسفرت غارة إسرائيلية على عيناتا (بنت جبيل)عن إصابة شخص واحد.[110]
- أدت الهجمات الصاروخية التي شنها حزب الله على منطقة سار إلى إصابة شخصين.[114]
- أعلن وزير الخارجية اللبناني عبد الله بوحبيب أن ما يقرب من 500 ألف شخص نزحوا بسبب الهجمات الإسرائيلية على لبنان.[115]
- زعم الجيش الإسرائيلي أنه دمر 60 هدفاً استخباراتي لحزب الله.[116]
- أعلنت وزارة الشؤون الخارجية والتجارة والتنمية الكندية أن مواطنين كنديين اثنين قتلا بهجمات إسرائيلية على لبنان.[117]
- قُتل خمسة أشخاص، من بينهم طفل رضيع، في غارة جوية إسرائيلية في شحور.[118]
- أصاب صاروخ حزب الله التلفريك في منتجع جبل الشيخ للتزلج.[119]
- أدت غارة جوية إسرائيلية على منزل في جبيل إلى مقتل شخص واحد.[120]
- قال رئيس الاستخبارات العسكرية هرتسي هليفي إن الغارات الجوية في لبنان كانت تضع الأساس لهجوم بري على لبنان.[121]
- تم إرسال سبعمائة جندي بريطاني إلى الأجزاء التي تسيطر عليها بريطانيا في قبرص استعدادًا لإجلاء مواطني المملكة المتحدة من لبنان.[122]
- أدى انفجار في مدينة صور إلى انهيار مبنى مجاور، مما أدى إلى مقتل مواطن فرنسي.[123]
- أصيب إسرائيليان بجروح طفيفة في غارة شنتها المقاومة الإسلامية في العراق بطائرة بدون طيار على ميناء إيلات.[124]
- زعم حزب الله أن وحدات الدفاع الجوي التابعة له أجبرت طائرتين إسرائيليتين على مغادرة الأجواء اللبنانية، وقال إنها استهدفت كريات موصقين بصواريخ فادي 1.[125]
- بحلول نهاية اليوم، كان ما لا يقل عن 1,247 شخصًا قد قُتلوا وجُرح 5,278 آخرين بسبب الغارات الجوية الإسرائيلية في لبنان.[126]

### 26 سبتمبر
- قُتل ما لا يقل عن 25 شخصًا في الغارات الإسرائيلية على لبنان.[127]
- أدت غارة جوية إسرائيلية في صور إلى مقتل امرأتين لبنانيتين. وقالت قوات الإحتلال الإسرائيلية إنها استهدفت منصات إطلاق الصواريخ والبنية التحتية لحزب الله.[128]
- أدت شظايا صاروخ تم اعتراضه إلى إصابة رجل في طبريا بعد أن أطلق حزب الله عشرة صواريخ على المنطقة.[129]
- أدت غارة جوية إسرائيلية على موقع عسكري سوري بالقرب من كفير يابوس على الحدود مع لبنان إلى مقتل خمسة جنود وإصابة واحد.[130]
- أدت غارة جوية إسرائيلية في شبعا إلى مقتل تسعة أفراد من عائلة واحدة، بينهم أربعة أطفال وامرأة حامل.[131][132]
- وقال حزب الله إنه استهدف إيلانيا وكريات آتا بصواريخ فادي 1.[133]
- وقالت قوات الإحتلال الإسرائيلية إنها قصفت المقر المركزي لحزب الله في بيروت مستهدفة الأمين العام لحزب الله حسن نصر الله.[134] وذكرت قناة المنار أن أربعة مبان انهارت جراء الهجوم. قُتل ستة أشخاص وأصيب ما لا يقل عن 100 شخص.[135][136] قُتل نصر الله في الضربة إلى جانب الجنرال البارز في الحرس الثوري الإيراني عباس نيلفوروشان والقائد الكبير في حزب الله علي كركي.[137][138]
- أطلق حزب الله 65 صاروخًا على صفد، مما تسبب في أضرار وإصابة امرأة بجروح طفيفة.[139]
- قصفت قوات الإحتلال الإسرائيلية ثلاثة مبانٍ قالت إنها تستخدم لتخزين صواريخ حزب الله المضادة للسفن في الضاحية الجنوبية.[140] ونفى حزب الله وجود أسلحة في المباني.[141]
- زعم جيش الإحتلال الإسرائيلي أنه قتل قائد حماس في جنوب سوريا من خلال غارة جوية في سوريا.[142]

### 27 سبتمبر
- قتل ما لا يقل عن 25 شخصاً في الغارات الإسرائيلية على لبنان.[127]
- أدت غارة جوية إسرائيلية في صور إلى مقتل امرأتين لبنانيتين. وقال الجيش الإسرائيلي إنه استهدف منصات إطلاق الصواريخ والبنية التحتية لحزب الله.[128]
- أصابت شظية صاروخ رجلاً في طبريا بعد أن أطلق حزب الله عشرة صواريخ على المنطقة.[129]
- أدت غارة جوية إسرائيلية على موقع عسكري سوري بالقرب من كفير يابوس، على الحدود مع لبنان، إلى مقتل خمسة جنود وإصابة جندي واحد.[130]
- أدت غارة جوية إسرائيلية في شبعا إلى مقتل تسعة أفراد من عائلة واحدة، بينهم أربعة أطفال وامرأة حامل.[131][132]
- قال حزب الله إنه استهدف إيلانيا وكريات آتا بصواريخ فادي 1.[133]
- قال الجيش الإسرائيلي إنه ضرب المقر المركزي لحزب الله في بيروت مستهدفًا الأمين العام لحزب الله حسن نصر الله.[134] وذكرت قناة المنار أن أربعة مبان انهارت في الهجوم. توفي ستة أشخاص وأصيب ما لا يقل عن 100.[135][136] قُتل نصر الله في الغارة إلى جانب الجنرال البارز في الحرس الثوري الإيراني عباس نيلفروشان والقائد الكبير في حزب الله علي كركي.[137][138]
- أطلق حزب الله 65 صاروخاً على صفد، مما أدى إلى وقوع أضرار وإصابة امرأة بجروح طفيفة.[139]
- قصف الجيش الإسرائيلي ثلاثة مباني قال إنها كانت تخزن صواريخ حزب الله المضادة للسفن في الضاحية.[140] ونفى حزب الله وجود أسلحة في المباني.[141]
- زعم الجيش الإسرائيلي أنه قتل قائد حركة حماس في جنوب سوريا خلال غارة جوية في سوريا.[142]

### 28 سبتمبر
- قالت قوات الإحتلال الإسرائيلية إنها ضربت مئات الأهداف التابعة لحزب الله.[143] وأعلنت وزارة الصحة اللبنانية مقتل 33 شخصاً وإصابة 195 آخرين في الهجمات.[144]
- وزعمت قوات الإحتلال الإسرائيلية أنها قتلت محمد علي إسماعيل، قائد وحدة الصواريخ لحزب الله في جنوب لبنان، ونائبه، وقادة ونشطاء آخرين في غارة جوية، ولم يؤكد حزب الله هذه الادعاءات بعد.[145][146]
- تم إطلاق عشرة صواريخ من لبنان باتجاه الجليل الأعلى.[147]
- تم إطلاق صاروخ أرض أرض من لبنان نحو وسط إسرائيل.[148]
- قال حزب الله إنه استهدف قاعدة رامات دافيد الجوية بصواريخ فادي 3، وكابري بصواريخ فادي 1.[149]
- قالت القوات الجوية الإسرائيلية إنها ضربت "عشرات" الأهداف التابعة لحزب الله في منطقة البقاع وأماكن أخرى في جنوب لبنان.[150]
- ذكرت وكالة الأنباء الوطنية اللبنانية أن غارات جوية إسرائيلية استهدفت مراكز للدفاع المدني وعيادة طبية في الطيبة ودير سريان، مما أدى إلى مقتل 11 من العاملين في المجال الطبي وإصابة 10 آخرين.[151]
- قالت الدفاع المدني اللبناني إن أحد موظفيها قُتل وأصيب موظف آخر بجروح خطيرة في جنوب بيروت.[152]
- قال حزب الله إن مدفعيته استهدفت مجموعة من الجنود في موقع "السدة" التابع لجيش الاحتلال، فيما استهدفت صواريخه بلدتي ساعر  [لغات أخرى]‏ وروش بينا.[153]
- أعلن الجيش الإسرائيلي أن حزب الله أطلق نحو 90 صاروخا على شمال إسرائيل وتل أبيب والضفة الغربية طوال اليوم.[154]
- نفذ الجيش الإسرائيلي ضربة مستهدفة في الضاحية ضد حسن خليل ياسين، قائد قسم الاستخبارات في حزب الله وعضو كبير في وحدة الأسلحة الجوية في المجموعة.[155]
- سقط صاروخ لحزب الله بالقرب من البؤرة الاستيطانية الإسرائيلية متسبيه هاجيت  [لغات أخرى]‏ بالقرب من القدس، مما تسبب في اندلاع حريق وانقطاع التيار الكهربائي في المجتمعات المجاورة.[156]
- سقط صاروخ أطلق من لبنان على منطقة غير مأهولة في منطقة الموقر بالأردن دون وقوع إصابات أو أضرار.[157]
- تم إطلاق طائرتين بدون طيار من جنوب لبنان باتجاه الجليل الغربي.[158]

### 29 سبتمبر
- قال الجيش الإسرائيلي إنه قصف أكثر من 120 هدفا لحزب الله.[159] وأعلنت وزارة الصحة اللبنانية أن 105 أشخاص قتلوا وأصيب 359 آخرون في الهجمات.[160]
- وذكرت الوكالة الوطنية للإعلام اللبنانية أن طائرات حربية إسرائيلية قصفت مركزاً للدفاع المدني، ما أدى إلى مقتل أربعة أشخاص وإصابة عدد آخر.[161]
- أعلن جيش الإحتلال الإسرائيلي أن المسؤول الكبير في حزب الله نبيل قاووق قُتل في غارة جوية على الضاحية الجنوبية في اليوم السابق.[162]
- أدت غارة جوية إسرائيلية في ضهر العين إلى مقتل 11 شخصًا.[162]
- أطلق حزب الله ثمانية صواريخ على طبريا، ولم يسفر ذلك عن وقوع إصابات.[162] وقال حزب الله إنها أطلقت صواريخ فادي 1 على قاعدة أوفيك العسكرية الإسرائيلية  [لغات أخرى]‏ في شمال إسرائيل[163]
- وقالت جمعية كشافة الرسالة الإسلامية إن أربعة من أعضائها قتلوا في طير دبا، كما قتل عضو آخر في قبريخا.[164]
- ذكرت وكالة الأنباء الوطنية اللبنانية أن 17 فرداً على الأقل من عائلة واحدة قتلوا وحاصر عدد آخر تحت الأنقاض في غارة جوية إسرائيلية على زبود.[165]
- قال حزب الله إنه شن هجمات على جنود في المنارة واستهدفت صواريخه ساعر.[166]
- قالت وزارة الصحة اللبنانية إن 14 من المسعفين قتلوا في الغارات الإسرائيلية خلال يومين.[167]
- قال حزب الله إن صواريخه استهدفت صفد و"موقعاً أصغر" آخر في شمال إسرائيل.[168]
- أدت غارة إسرائيلية على عين الدلب إلى مقتل 45 شخصًا وإصابة 75 آخرين على الأقل.[169][170]
- قُتل مواطن فرنسي ثانٍ في لبنان.[171]
- تم إطلاق قذيفة من لبنان باتجاه شمال إسرائيل.[172]
- أدت غارة إسرائيلية في البقاع إلى مقتل 12 شخصا وإصابة 20 آخرين.[169]

### 30 سبتمبر
- أعلنت وزارة الصحة اللبنانية عن مقتل ما لا يقل عن 95 شخصًا وإصابة 172 آخرين في الهجمات الإسرائيلية.[173]
- أدت غارة جوية إسرائيلية على شقة في وسط بيروت إلى مقتل ثلاثة أعضاء في الجبهة الشعبية لتحرير فلسطين، بينهم قادة فرقها العسكرية والأمنية في لبنان.[174][175]
- وقالت حماس إن زعيمها في لبنان والعضو المتزامن لقيادتها في الخارج فتح شريف وزوجته وابنته وابنه قتلوا في غارة إسرائيلية على منزله في مخيم البص بجنوب لبنان.[176][177]
- أدت غارة إسرائيلية على مدينة صور إلى مقتل جندي من الجيش اللبناني وخمسة من أقاربه وحصار آخرين تحت الأنقاض. وقال أقارب آخرون إن معظم القتلى كانوا من النساء والأطفال.[178]
- شن جيش الإحتلال الإسرائيلي غارات على العباسية وحاروف وبدياس.[179][180]
- قُتل جندي من الجيش اللبناني في غارة جوية إسرائيلية على الوزاني.[181]
- قُتل ستة مسعفين وأصيب أربعة آخرون في غارة إسرائيلية على مركز للدفاع المدني في السحمر.[182]
- أطلق حزب الله 35 صاروخاً على شمال إسرائيل ومرتفعات الجولان.[183] وقال حزب الله إنه استهدف صفد وجيشر هازيف بالصواريخ.[184]
- أعلن الجيش الإسرائيلي مناطق المطلة ومسغاف عام وكفار جلعادي مناطق عسكرية مغلقة، ومنع دخول المستطونين إليها.[185]
- شنت القوات الجوية الإسرائيلية ست غارات جوية على الأقل في الضاحية بعد إصدار أوامر إخلاء لسكان عدة مباني في الضاحية، كما قامت الطائرات بإسقاط قنابل حرارية في المنطقة.[186][187]
- تخل الجيش اللبنانيعن مواقعه القريبة من الحدود، وانسحبت لمسافة تزيد عن 5 كيلومترات من الحدود مع إسرائيل.[12]
- وصفت المصادر المتعددة أن هناك غزواً برياً "وشيكاً" للبنان، مع احتشاد الدبابات على الحدود، وقصف عنيف للقروي الحدودية، وإبلاغ وزير الدفاع يوآف غالانت القوات أن إسرائيل ستستخدم "كل الوسائل التي قد تكون مطلوبة... من البحر وفي البر».[10][11][12]
- وقال حزب الله إنه استهدف مواقع للجيش الإسرائيلي في مرتفعات الجولان بالصواريخ. وقال حزب الله أيضًا إنه استهدف كفر جلعادي بصاروخ جوال بعيد المدى مضاد للسفن، ومستوطنات شمال إسرائيل بالصواريخ، ومناطق في شمال حيفا بصواريخ فادي 1. وقال الجيش الإسرائيلي إن 10 صواريخ أطلقت من لبنان باتجاه شمال إسرائيل.[188] كما ادعى حزب الله أنه ضرب تحركات القوات الإسرائيلية في البساتين المقابلة للعديسة وكفر كلا.[189]
- قُتل ما لا يقل عن ثلاثة أشخاص، من بينهم صحفي، وأصيب تسعة أشخاص في غارة إسرائيلية مشتبه بها في حي المزة بدمشق. وتوفي مستشار في الحرس الثوري الإسلامي الإيراني في وقت لاحق متأثرا بجراحه التي أصيب بها في الغارة.[190][191] وذكرت وسائل الإعلام الرسمية السورية أن الدفاعات الجوية السورية اعترضت "أهدافًا معادية" عقب وقوع انفجار.[192]
- قصفت ودمرت طائرات إسرائيلية مقر قناة الصراط الموالية لحزب الله في جنوب بيروت. ولم يتم الإبلاغ عن وقوع إصابات.[193]

## أكتوبر

### 1 أكتوبر
- أعلنت وزارة الصحة اللبنانية أن 55 شخصا على الأقل قتلوا وأصيب 156 آخرون في الهجمات الإسرائيلية.[194]
- أكد جيش الإسرائيلي أنه كان يقوم بعملية برية محدودة في جنوب لبنان.[13]
- قال الجيش الإسرائيلي إن نحو 10 صواريخ أطلقت من جنوب لبنان إلى إسرائيل.[195]
- تم إطلاق طائرة بدون طيار باتجاه وسط إسرائيل.[196]
- قال حزب الله إنه استهدف مواقع لجيش الإحتلال الإسرائيلي واستهدف الجنود الإسرائيليين والمستوطنات بـ 12 ضربة منفصلة.[197]
- غارة اسرائيلية على منزل منير المقداح العميد في كتائب شهداء الأقصى في لبنان في مخيم عين الحلوة للاجئين إلى قتل خمسة أشخاص على الأقل وجرح عدة أشخاص آخرين وحوصر عدة أشخاص تحت الأنقاض.[198][199] وبحسب ما ورد نجا المقداح من محاولة الاغتيال لكن ابنه قتل في الغارة.[200]
- أطلقت ثلاثة صواريخ من لبنان باتجاه الجليل الأعلى.[201]
- أسفرت غارة إسرائيلية على منزل في الداودية عن مقتل 10 أشخاص على الأقل وإصابة خمسة آخرين.[202]
- قال حزب الله إنه استهدف الجنود الإسرائيليين في ميتولا بالصواريخ والمدفعية.[203]
- قال الجيش الإسرائيلي إن قتالا عنيفا يجري في جنوب لبنان مع حزب الله. كما حذر السكان من التحرك بالمركبات من شمال نهر الليطاني إلى الجنوب من النهر. وقال الجيش الإسرائيلي تم إطلاق قذائف على أفيفيم وميتولا.[204]
- أطلق "عدد من" الصواريخ من لبنان إلى إسرائيل ، مما أدى إلى إصابة شخصين بجروح متوسطة.[205][206] وقال حزب الله إنه استهدف المقر الرئيسي لوحدة 8200 في تل أبيب بصواريخ فادي 4 ومقر الموساد في ضواحي تل أبيب.[207]
- أصدر الجيش الإسرائيلي تحذيرا عاجلا لسكان 25 قرية في جنوب لبنان للإخلاء إلى الشمال من نهر الأولي.[208]
- نفى حزب الله دخول جنود إسرائيليين إلى لبنان.[209][210]
- أطلق نحو 30 صاروخا من لبنان باتجاه شمال إسرائيل.[211]
- قال الجيش الإسرائيلي إنه شن أكثر من 70 غارة برية في جنوب لبنان منذ نوفمبر 2023، ودمر آلاف الأهداف وجمع معلومات استخبارية عن مواقع حزب الله.[212][213]
- وقالت مصادر عسكرية سورية إن إسرائيل ضربت محطتين راداريتين سوريتين مضادتين للطائرات غرب السويداء ومحطة رادار سورية مضادة للطائرات في محافظة درعا.[214]
- شن الجيش الإسرائيلي غارتين جويتين على الأقل على الضاحية.[215]
- قال حزب الله إنه استهدف بالصواريخ مطار سدي دوف في ضواحي تل أبيب، التي أغلقت قبل أكثر من 4 سنوات من الهجوم.[216]
- ادعى الجيش الإسرائيلي أن محمد جعفر قصير، قائد حزب الله المسؤول عن نقل الأسلحة الإيرانية إلى حزب الله في لبنان، قتل في غارة جوية في بيروت.[217]
- أطلق الحرس الثوري الإيراني حوالي 200 صاروخ باليستي نحو إسرائيل ، تضرر مبنى واحد على الأقل في تل أبيب.[218] وكان الهجوم ردا على اغتيال عباس نيلفوروشان، وحسن نصر الله، وإسماعيل هنية. أصيب إسرائيليان على الأقل بجروح طفيفة في تل أبيب وقتل فلسطيني بشظايا في نويما في الضفة الغربية.[219][220][221] قالت إيران إن 90٪ من صواريخها أصابت أهدافها، لكن الجيش الإسرائيلي عارض هذا الادعاء ، قائلا إنه تم اعتراض "عدد كبير" من الصواريخ.[222] وقد تم تحديد عدد من مواقع الارتطام في أعقاب الغارات، ولكن الموقع الدقيق لتلك الارتطامات ومدى الأضرار التي سببتها منعت من النشر من قبل الجيش الإسرائيلي.[223]
- قال الجيش الإسرائيلي إنه قتل قائد فرقة الإمام الحسين التابعة لحزب الله في غارة جوية في بيروت.[224]
- قصف سلاح الجو الإسرائيلي 100 هدف لحزب الله في لبنان كما دمر جنود القيادة الشمالية الإسرائلية العديد من المواقع العسكرية والأسلحة.[225]

### 2 أكتوبر
- أعلنت وزارة الصحة اللبنانية عن مقتل ما لا يقل عن 46 شخصاً وإصابة 85 آخرين في الهجمات الإسرائيلية.[226]
- أعلن جيش الإحتلال الإسرائيلي عن مقتل ثمانية جنود أثناء القتال في جنوب لبنان.[227][228]
- تعرضت القوات الإسرائيلية لكمين نصبه مقاتلو حزب الله في قرية عديسة، وأجبرته على التراجع أثناء محاولتها تفكيك البنية التحتية. قُتل ستة جنود من وحدة إيجوز وأصيب عدد آخر، من بينهم خمسة في حالة خطيرة. وقال الجيش الإسرائيلي إن 20 آخرين من مقاتلي حزب الله قتلوا خلال الاشتباك.[229][230]
- قُتل جنديان من لواء جولاني وأصيب آخر في القتال في جنوب لبنان. وأصيب مسعف من اللواء في حادث منفصل.[230]
- قصفت طائرات إسرائيلية الضاحية الجنوبية لبيروت.[231]
- أطلق حزب الله أكثر من 240 صاروخًا على شمال إسرائيل، مما أدى إلى إصابة شخص واحد بشظايا الزجاج في الجليل الغربي.[232] وقال حزب الله إنه استهدف مناطق شمال حيفا بالصواريخ.[233] كما استهدفت شتولا وجنود مشاة إسرائيلين في مسجاف عام.[234]
- زعم حزب الله أنه أوقع إصابات في صفوف الجنود الإسرائيليين الذين دخلوا مارون الراس من جهتها الشرقية.[235]
- قال الجيش اللبناني إن قوة إسرائيلية تجاوزت الخط الأزرق وانسحبت بعد وقت قصير.[236]
- أعلن الجيش الإسرائيلي أن سلاح الجو الإسرائيلي ضرب 150 موقعًا لحزب الله منذ بدء الهجوم البري.[237]
- أصيب جندي في الجيش اللبناني في غارة لطائرة إسرائيلية بدون طيار بينما كانت إحدى وحداته تعمل على فتح طريق عند مدخل كوكبا.[238]
- أعلن وزير الخارجية الإسرائيلي يسرائيل كاتس أن الأمين العام للأمم المتحدة أنطونيو غوتيريش شخص غير مرغوب فيه في إسرائيل لعدم إدانته الضربات الإيرانية ضد إسرائيل في أكتوبر 2024، وذلك في بيان حول الصراع في الشرق الأوسط.[239]
- زعم حزب الله أنه قتل أو جرح جنوداً إسرائيليين كانوا يحاولون الالتفاف حول يارون عن طريق تفجير عبوة ناسفة.[240]
- أطلق حزب الله 40 صاروخاً على صفد وعدة طائرات بدون طيار على الجليل الأعلى.[241]
- قال حزب الله إنه دمر ثلاث دبابات ميركافا بصواريخ موجهة في مارون الراس.[242]
- أفادت وسائل الإعلام الرسمية السورية أن ثلاثة أشخاص على الأقل قتلوا وأصيب ثلاثة آخرون في غارة إسرائيلية بطائرة بدون طيار في دمشق.[243] وأدت الغارة إلى مقتل شقيق قائد الوحدة 4400 في حزب الله، والذي قُتل أيضاً في اليوم السابق.[244]
- زعم حزب الله أنه قتل أو جرح جميع أفراد وحدة مشاة إسرائيلية كانت تحتمي في منزل في كفر كلا، وذلك بتفجير عبوة ناسفة في المنزل واستهدافه بالرصاص والقذائف الصاروخية.[245]
- قال حزب الله إنه استهدف جنوداً إسرائيليين في يعارا بالصواريخ.[246]
- أدت غارة جوية إسرائيلية على منشأة صحية مدنية في حي الباشورة ببيروت إلى مقتل ما لا يقل عن تسعة من العاملين في مجال الصحة والإسعاف وإصابة 14 آخرين.[247][248] وقالت الوكالة الوطنية للإعلام اللبنانية أن جيش الإحتلال الإسرائيلي استخدم قنابل فسفورية، في حين قال السكان المحليون أنهم اشتموا رائحة الكبريت في أعقاب الهجوم.[249][250]
- دمرت غارة جوية إسرائيلية ثلاثة منازل في وادي البقاع، مما أسفر عن مقتل 11 شخصا، من بينهم أربعة أطفال.[251]
- مقتل قائد فرقة مزارع شبعا التابعة لحزب الله في غارة جوية إسرائيلية. وقال الجيش الإسرائيلي إنه كان مسؤولاً عن هجوم مجدل شمس.[252]

### 3 أكتوبر
- أعلنت وزارة الصحة اللبنانية عن مقتل ما لا يقل عن 37 شخصاً وإصابة 151 آخرين في الهجمات الإسرائيلية.[253]
- قُتل مواطن أمريكي في غارة جوية إسرائيلية على لبنان.[254][255]
- قال حزب الله إنه أطلق صواريخ أرض جو على مروحية تابعة للجيش الإسرائيلي كانت تحلق فوق بيت هيل، وادعى أنها أجبرتها على التراجع.[256]
- تم إطلاق ما يقارب 200 صاروخ وعدة طائرات مسيرة من لبنان باتجاه إسرائيل.[257]
- أدى قصف إسرائيلي على مبنى بلدية بنت جبيل إلى مقتل 15 شخصا. وقال الجيش الإسرائيلي إن مقاتلي حزب الله قتلوا، وأن حزب الله استخدم المبنى لتخزين الأسلحة.[258]
- قُتل جندي لبناني وأصيب أربعة مسعفين من الصليب الأحمر اللبناني، وقتل جندي لبناني آخر في غارة إسرائيلية على الطيبة بينما كانوا يعملون في مهمة إنقاذ وإخلاء.[259][260]

وأصيب صحفيان بلجيكيان في بيروت.
- شن حزب الله أكثر من اثنتي عشرة غارة على أهداف إسرائيلية.[262]
- قال حزب الله أنه قتل أو جرح مجموعة من الجنود الإسرائيليين في محيط قرية مارون الراس بتفجير عبوتين ناسفتين.[262][263]
- قال الجيش اللبناني إن أحد جنوده استشهد في غارة إسرائيلية على موقع عسكري في بنت جبيل. وأضاف أن جنود الجيش ردوا على مصادر النيران.[264]
- قصف سلاح الجو الإسرائيلي مواقع استخباراتية واتصالات لحزب الله في بيروت.[265]
- أطلق حزب الله عشرة صواريخ على الجليل الأسفل، دون وقوع إصابات.[266]
- قالت منظمة الصحة العالمية إن 28 من العاملين في مجال الرعاية الصحية قتلوا في لبنان خلال الـ 24 ساعة الماضية.[267]
- قال وزير الصحة اللبناني فراس الأبيض إن 40 مسعفا ورجل إطفاء، بينهم أفراد طوارئ من منظمات تابعة لحزب الله، قتلوا في لبنان خلال ثلاثة أيام الماضية.[268]
- قال حزب الله أنه فجر قنبلة سجيل على القوات الإسرائيلية في يارون، مما أدى إلى وقوع إصابات. كما زعم أنها أطلقت صاروخًا على دبابة ميركافا في نتوع، فيما استهدف وابل من الصواريخ قوات إسرائيلية في الثغرة بضواحي العديسة.[269]
- أطلق حزب الله 100 صاروخ كاتيوشا وستة صواريخ من نوعية فلق وقذائف هاون على المطلة.[270][271] وقال حزب الله إنه استهدف صفد وكفر جلعادي بالصواريخ.[270]
- أدت غارة جوية إسرائيلية على مبنى في جنوب لبنان، حول منطقة كان يعمل فيها جنود من لواء جولاني، إلى مقتل قائد ميداني لحزب الله.[272]
- أعلن الجيش الإسرائيلي أن ضابطًا من الكتيبة 202 التابعة لواء المظليين الإسرائيلي قُتل في في اليوم السابق للقتال، مما رفع عدد القتلى في الجيش الإسرائيلي في لبنان إلى تسعة.[273]
- قال حزب الله أنه قتل 17 جندياً إسرائيلياً.[274]
- قال الجيش الإسرائيلي إنه ضرب 15 موقعًا لحزب الله في بيروت، تحتوي على مستودعات الأسلحة ومواقع التصنيع.[275]
- بحسب ما ورد، تم استهداف المسؤول الكبير في حزب الله، هاشم صفي الدين، الذي كان من المتوقع أن يخلف نصر الله كأمين عام للحزب بعد اغتياله، بغارة جوية إسرائيلية في الضاحية.[276]
- أعلن الجيش الإسرائيلي أن غارة جوية إسرائيلية في بيروت في وقت سابق من الأسبوع أدت إلى مقتل عضو كبير في قسم تصنيع الأسلحة في حزب الله.[277] وقال الجيش الإسرائيلي إن رئيس قسم الاتصالات في حزب الله قُتل في غارة جوية في بيروت.[278]

### 4 أكتوبر
- أعلنت وزارة الصحة اللبنانية عن مقتل ما لا يقل عن 25 شخصاً وإصابة 127 آخرين في الهجمات الإسرائيلية.[279]
- أوقف الجيش الإسرائيلي حركة المرور عند معبر الحدودي بين سوريا ولبنان من خلال ضرب "البنية التحتية الحيوية للنقل" باستخدام صاروخين. وزعم الجيش الإسرائيلي أن حزب الله يستخدم المعبر الحدودي لنقل الأسلحة من سوريا إلى لبنان قبل يوم واحد من الغارة.[280]
- قال حزب الله إنه استهدف حيفا بالصواريخ.[281]
- قالت منظمة يونيسف إن 690 طفلاً أصيبوا في لبنان خلال ستة أسابيع.[282]
- زعم حزب الله أنه ضرب قاعدة إيلانيا للجيش الإسرائيلي باستخدام الصواريخ.[283]
- ذكرت الوكالة الوطنية اللبنانية للإعلام أن أربعة من العاملين في المجال الصحي قتلوا في غارة إسرائيلية بطائرة بدون طيار على مقربة من مستشفى حكومي في مرجعيون.[284]
- سقط صاروخ أطلق من لبنان في منطقة الجليل الأعلى مما أدى إلى اشتعال حريق في الغابات. وتم الإبلاغ عن حوالي 50 حالة سقوط صواريخ أو شظايا في المطلة خلال الـ 24 ساعة الماضية.[285]
- أطلق حزب الله حوالي 180 صاروخاً باتجاه إسرائيل.[286]
- زعم حزب الله أنه أوقع إصابات وجرحى في صفوف القوات الإسرائيلية التي كانت تحاول التقدم إلى العديسة من خلال تنفيذ "تفجير ضخم".[287]
- قال الجيش الإسرائيلي إن أكثر من 250 من مقاتلي حزب الله قتلوا في جنوب لبنان منذ أن بدأ هجومه البري، ومن بينهم 21 قائداً ميدانياً.[288]
- قال حزب الله أنه ضرب مجموعة من الجنود الإسرائيليين في محيط مارون الراس. وقال حزب الله إنه شن هجوماً صاروخياً على قاعدة نافح للجيش الإسرائيلي في مرتفعات الجولان، وقال أيضاً إنه استهدف كفار جلعادي.[289]
- قال الجيش الإسرائيلي إنه ضرب مستودعات الأسلحة والبنية التحتية لحزب الله، ومقر استخباراته في بيروت.[290]

### 5 أكتوبر
- أعلنت وزارة الصحة اللبنانية أن 23 شخصًا على الأقل قتلوا وأصيبوا 93 آخرين في الهجمات الإسرائيلية.[291]
- أكدت حماس وفاة سعيد عطا الله علي، أحد مسؤولي كتائب القسام، مع زوجته وابنتيه في غارة طائرات إسرائيلية في مخيم البداوي للاجئين.[292]
- قال حزب الله إنه أطلق صواريخ استهدفت الجنود الإسرائيليين في قرية خليل عبير في ياروين وكذلك على كافريوفيل وكفار جيلاداي في شمال إسرائيل.[293]
- ضربة إسرائيلية مسجد في بنط جبييل، كما ضربت مستشفى صلاح غندور مما أدى إلى إصابة تسعة من موظفيها الطبيين. وقال الجيش الإسرائيلي إنه استهدف مقاتلي حزب الله الموجودين في مركز قيادة داخل المسجد دون تقديم أدلة.[294][295]
- قال حزب الله أنّه اسنهدف دبابة مركافا التي تتقدم في غابة مروون بصاروخ مضاد للدرع مما أدى إلى وقوع ضحايا. قال حزب الله إنه شن سبعة هجمات على الأقل على القوات الإسرائيلية، كما أطلق صواريخ فادي 1 التي استهدفت قاعدة رامات ديفيد لجيش الإسرائيلي وأطلق صواريخ استهدفت الجنود الإسرائيليون المتواجدين في المناطق المجاورة للحدود.[296]
- توفيت امرأة تطوعية من الصليب الأحمر في بعلبك بسبب إصابة بالرأس التي تعرضت لها خلال غارة جوية إسرائيلية.[297]
- أدى هجوم صاروخي من حزب الله إلى إصابة ثلاثة أشخاص في دير الأسد، كما ألحقت أضرارًا في كرمئيل.[298]
- أعلنت الجزيرة الإنجليزية أن صاروخاً أصيب بالقرب من فريق من الأطباء لمنعهم من الوصول إلى موقع ضربة في ضاحية بيروت.[299]
- قتلت غارة جوية إسرائيلية محمد حسين اللويس في وادي البقاع، الذي قال الجيش الإسرائيلي أنه ضمن السلطة التنفيذية لحماس في لبنان.[300]
- قدر الجيش الإسرائيلي أن 440 مقاتل على الأقل من حزب الله قتلوا خلال الهجوم البري في لبنان.[301]
- أدت غارة إسرائيلية مزعومة بطائرة بدون طيار على سيارة بالقرب من حماة في سوريا إلى مقتل شخص واحد وإصابة ثلاثة آخرين.[302]
- شن سلاح الجو الإسرائيلي غارات ليلية على مراكز قيادة حزب الله ومواقع أخرى في بيروت.[303]
- أطلق حزب الله 60 صاروخاً على الجليل على رشقتين.[304]
- قال حزب الله إن صواريخه استهدفت “شركة للصناعات العسكرية” شرق عكا.[305]
- قصف الجيش الإسرائيلي عدة أهداف لحزب الله في الضاحية بعد وقت قصير من تحذير السكان في أجزاء من الضاحية بضرورة الإخلاء.[306]
- أطلقت حزب الله 30 صاروخاً على كريات شمونا.[306]
- ادعى رئيس الوزراء الإسرائيلي بنيامين نتنياهو أنه دمّر جزءًا كبيرًا من ترسانة حزب الله وأنفاقها في محيط الحدود الإسرائيلية اللبنانية.[307]
- قال حزب الله إنه شن 15 ضربة على إسرائيل، كما استهدفت صواريخه مجموعة من الجنود الإسرائيليين في "موقع جل الدير".[308] وقال حزب الله أيضاً أن طائراته بدون طيار استهدفت قاعدة للجيش الإسرائيلي في محيط بحيرة طبريا.[309]
- أفاد موقع والا! نقلاً عن مسؤولي مستشفى زيف في صفد، وصول 110 جريحا، بعضهم من الجنود.[310]
- قالحزب الله أنه قتل 25 جنديا إسرائيليا على الأقل.[311]
- دعا الرئيس الفرنسي إممانويل ماكرون إلى وقف تسليم الأسلحة لإسرائيل بسبب حربها على غزة وحربها على لبنان.[312]

### 6 أكتوبر

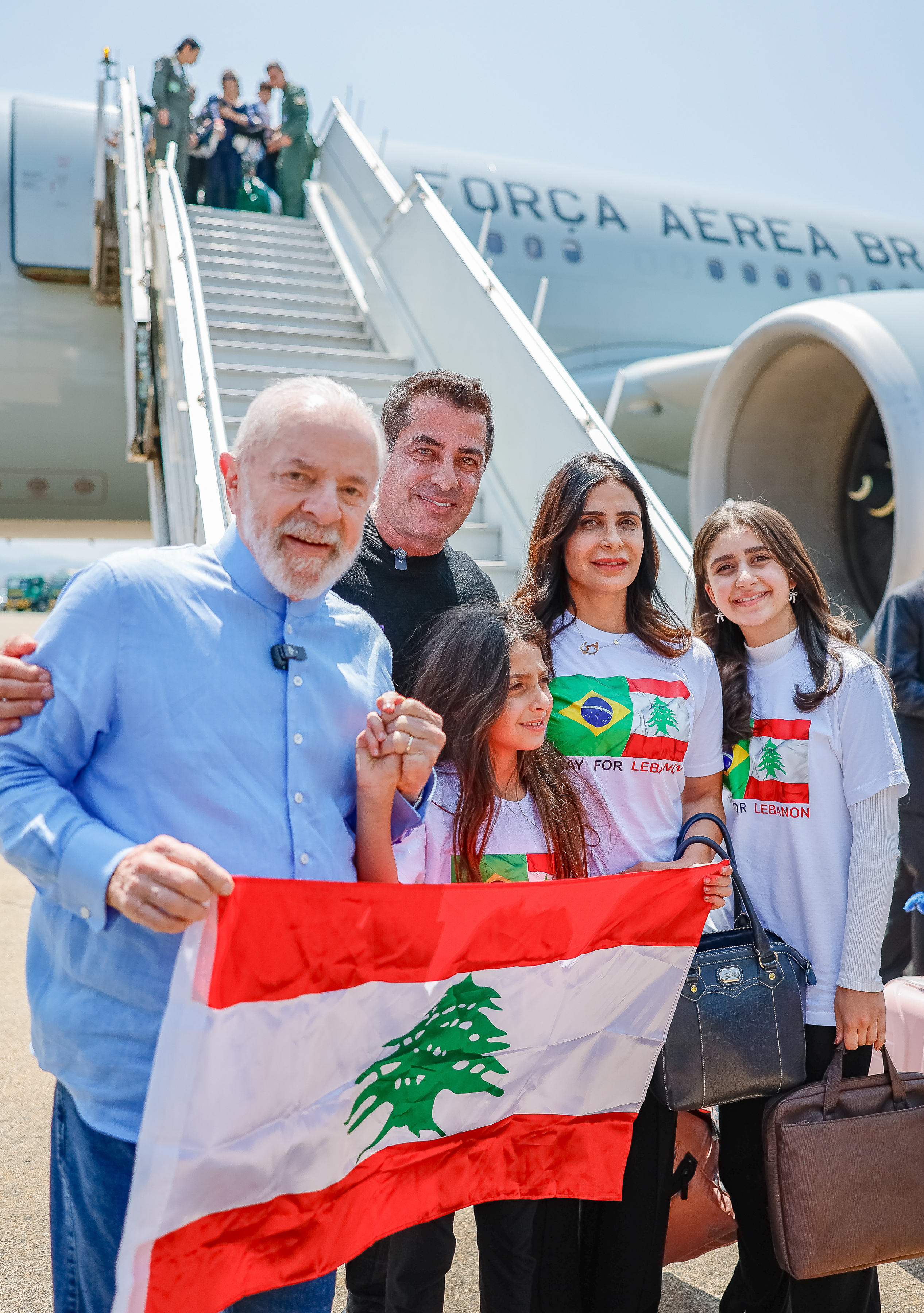
الرئيس البرازيلي لويس إيناسيو لولا دا سيلفا يستقبل مواطنين برازيليين عائدين من لبنان في 6 أكتوبر 2024

- الرئيس البرازيلي لويس إيناسيو لولا دا سيلفا يستقبل مواطنين برازيليين عائدين من لبنان في 6 أكتوبر 2024أعلنت وزارة الصحة اللبنانية أن 22 شخصا على استشهدوا، و111 آخرين أصيبوا في الهجمات الإسرائيلية.[229]
- زعم حزب الله أن هجماته على الجنود الإسرائيليين الذين يحاولون التسلل إلى خليل شويب في بليدا أجبرتهم على الانسحاب. كما قالت إنها أطلقت صواريخ ضد الجنود الإسرائيليين في مانارا.[231]
- تم إطلاق صاروخين أرض-أرض من لبنان باتجاه شمال إسرائيل.[232]
- أمر الجيش الإسرائيلي سكان 25 قرية في جنوب لبنان بما في ذلك حولا وميس الجبل وبليدا بإخلاء شمال نهر الأوال.[233]
- قال الجيش الإسرائيلي إن غارته الجوية قتلت قائد حزب الله هاشر علي الطويل في كفر كلا، الذي كان مسؤولاً عن هجوم صاروخي مضاد للدبابات في يوفال، مما أدى إلى مقتل مدنيين إسرائيليين في يناير.[234]
- أصيب ثلاثة أشخاص في هجوم صاروخي إسرائيلي على ثلاث شاحنات تحمل مساعدات إنسانية إلى لبنان خلال تواجدها في مصنع سيارات إيراني في منطقة صناعية في حمص.[235][236]
- قال الجيش الإسرائيلي إنه ضرب 150 هدفاً لحزب الله في الساعات الـ 24 الماضية، مضيفاً أن حزب الله أطلق حوالي 25 صاروخاً ووالعديد من الطائرات بدون طيار.
- قال حزب الله إنه شن سبعة هجمات على الأقل على مواقع إسرائيلية بما في ذلك إطلاق صواريخ على مواقع جيش إسرائيل بالقرب من الحدود.[237]
- قال حزب الله إنه أطلق طائرات بدون طيار استهدفت قاعدة تابعة للجيش الإسرائيلي جنوب حيفا.[237]
- أغلق الجيش الإسرائيلي مستوطنات مانارا ويفتاح ومالكيا بإعلانها مناطق عسكرية مغلقة. كانت هذه ثالث منطقة عسكرية مغلقة أعلنها الجيش الإسرائيلي منذ بداية الغزو الإسرائيلى للبنان.[238]
- قالت نقابة الكيميائيين في لبنان أن الجيش الإسرائيلي استخدم قنابل تحتوي على اليورانيوم في لبنان.[239]
- أصيب عشرة أشخاص في حيفا بعد أن فشلت الدفاع الجوي الإسرائيلي في اعتراض هجوم حزب الله المكون من خمسة صواريخ، استهدفت من خلاله المدينة.[240][241][242]
- أدى هجوم صاروخي لحزب الله في طبريا إلى إصابة شخص واحد وتسبب في أضرار.[243]
- أطلق حزب الله صواريخ على جنود إسرائيليين في قاعدة معالوت ترشيحا وبرام ونمرة للجيش الإسرائيلي غرب طبريا. كما أطلق حزب الله صواريخ فادي 1 على قاعدة الكرمل لجيش الدفاع الإسرائيلي جنوب حيفا.[244][313]

### 7 أكتوبر
- أعلن جيش الإحتلال الإسرائيلي عن مقتل اثنين من الجنود الاحتياط من الوحدة 5515، وإصابة آخر بجروح خطيرة في هجوم بقذائف الهاون على الحدود مع لبنان.[314]
- أدت غارتان جويتان إسرائيليتان على بلدات في جنوب بيروت إلى مقتل 12 شخصًا على الأقل، بينهم العديد من الأطفال اللبنانيين.[315]
- قالت حزب الله إنها استهدفت كرمئيل بالصواريخ.[316]
- سقط صاروخ أطلق من لبنان في كفار فراديم، مما تسبب في أضرار بالممتلكات.[317]
- قالت قوات الإحتلال الإسرائيلية إن فرقتها 91، التي تضم جنود الاحتياط، بدأت عملية برية في جنوب لبنان.[318]
- أطلق حزب الله صواريخ استهدفت مركبات وأفرادًا من جيش الإحتلال الإسرائيلي في موقع جل العلم التابع لجيش الإحتلال الإسرائيلي.[319]
- قصفت طائرات الاحتلال الإسرائيلي مبنى مركز إطفاء تابع للهيئة الصحية الإسلامية في برعشيت، ما أدى إلى استشهاد عشرة من رجال الإطفاء.[320][321]
- نفذ جيش الاحتلال الإسرائيلي غارة مستهدف بها الضاحية الجنوبية.[322]
- أطلق حزب الله 190 صاروخًا على شمال إسرائيل، مما أدى إلى إصابة 12 شخصًا على الأقل.[323]
- أطلق حزب الله "دفعة كبيرة من الصواريخ" باتجاه المنطقة الواقعة شمال حيفا.[324]
- أصدرت قوات الاحتلال الإسرائيلية أوامر إخلاء لما لا يقل عن 130 بلدة وقرية في مختلف أنحاء جنوب لبنان.[325]
- قالت قوات الاحتلال الإسرائيلية إنها ضربت أكثر من 120 هدفا لحزب الله شملت بها وحدة الرضوان والجبهة الجنوبية خلال ساعة واحدة.[326]
- أطلق حزب الله خمسة صواريخ على وسط إسرائيل.[327] قال حزب الله إن صواريخه استهدفت وحدة استخبارات تابعة لجيش الدفاع الإسرائيلي في ضاحية تل أبيب.[328]
- أصدر جيش الاحتلال الإسرائيلي أوامره للمدنيين في محيط ساحل جنوب لبنان بالإخلاء إلى الجنوب من نهر الأولي.[329]
- قالت قوات الاحتلال الإسرائيلية إنها قصفت مقر استخبارات تابع لحزب الله في بيروت.[330]

### 8 أكتوبر
- أعلنت وزارة الصحة اللبنانية عن مقتل ما لا يقل عن 22 شخصًا وإصابة 80 آخرين في الهجمات الإسرائيلية.[331]
- أطلق حزب الله وابلاً من الصواريخ والقذائف باتجاه الجنود الإسرائيليين في شلومي وحنيتا والمرج.[332]
- قال حزب الله إنه استهدف مواقع المدفعية الإسرائيلية في ديشون ودالتون بالصواريخ. وقالت أيضًا إنها أصابت جنودًا إسرائيليين في يارون بالصواريخ. كما تم إطلاق صواريخ من جنوب لبنان على مواقع في الجليل الأعلى.[333]
- ادعى الجيش الإسرائيلي أنه قتل قائد مقر حزب الله سهيل حسين الحسيني في غارة في اليوم السابق في بيروت. وقال الجيش الإسرائيلي إنه كان مسؤولاً عن نقل الأسلحة من إيران وتوزيعها على الوحدات المختلفة من حزب الله، وأنه "شارك في وضع الميزانية والإدارة المنطقية لأكثر مشاريع المنظمة حساسية، ومشارك بالخطة العملياتية للحرب.[334]
- قال الجيش الإسرائيلي إن الفرقة 146 التابعة له تم نشرها قبل يوم واحد للقيام "بعمليات محدودة ومحلية وموجهة" تستهدف حزب الله في جنوب غرب لبنان.[335]
- أطلق حزب الله أكثر من 100 صاروخ على حيفا على رشقتين، مما أدى إلى إتلاف عدة منازل وإصابة امرأة.[336] وقال حزب الله أيضًا أن طائرته بدون طيار أصابت تجمعًا للجنود الإسرائيليين في موقع "البغدادي" العسكري الإسرائيلي شمال إسرائيل.[337] وقال الجيش الإسرائيلي فيما بعد إن طائراته الحربية قصفت بعض منصات الإطلاق التي يستخدمها حزب الله لإطلاق الصواريخ على حيفا.[338]
- ضرب سلاح الجو الإسرائيلي قاذفات صواريخ وأسلحة مضادة للدبابات تابعة لحزب الله ومباني عسكرية ومستودع أسلحة لحزب الله ومباني أخرى. وقال الجيش الإسرائيلي أيضاً إن مبنى مدرسة في طير حرفا دُمر أيضاً في الغارة.[338]
- أطلق حزب الله 25 صاروخاً على كريات شمونة، دون وقوع إصابات أو أضرار جسيمة.[339]
- قال حزب الله أن مقاتليه صدوا هجوما لجنود إسرائيليين تسللوا بالقرب من موقع لليونيفيل في اللبون، وهي قرية تقع على طول الحدود الإسرائيلية اللبنانية.[340]
- زعم رئيس الوزراء الإسرائيلي بنيامين نتنياهو أن غارة جوية إسرائيلية قتلت هاشم صفي الدين.[341]
- قال الجيش الإسرائيلي إن 50 من مقاتلي حزب الله، من بينهم ستة قادة من الجبهة الجنوبية للجماعة، قتلوا خلال غارات جوية في اليوم السابق.[342]
- أفادت التقارير أن غارة جوية إسرائيلية على شقة في دمشق استهدفت عضوًا بارزًا في الوحدة 4400 التابعة لحزب الله، مما أسفر عن مقتل عشرة مدنيين وثلاثة مقاتلين، من بينهم اثنان من أعضاء حزب الله، وإصابة أكثر من عشرة آخرين.[342][343]
- تم الإبلاغ عن غارات جوية إسرائيلية في الضاحية بعد أن أمر الجيش الإسرائيلي المواطنين بالقرب من مبنيين في الضاحية بالإخلاء.[344]
- أطلق حزب الله 180 صاروخا على شمال إسرائيل.[345]

### 9 أكتوبر
- قال حزب الله أنه اشتبك مع القوات الإسرائيلية أثناء محاولتها التسلل إلى البليدا.[346]
- أصيب ثلاثة جنود إسرائيليين أثناء القتال في لبنان.[347]
- أدت غارة جوية إسرائيلية على صيدا إلى مقتل رجل لبناني وإصابة عدة أشخاص آخرين، من بينهم امرأة لبنانية وابنتها وحفيدتها.[348]
- قال حزب الله أنه صد جنودا إسرائيليين في الناقورة واللبونة. كما أطلقت وابلاً هائلاً من الصواريخ من جنوب لبنان باتجاه إسرائيل.[349]
- قال حزب الله إنه استهدف جنوداً إسرائيليين في جنوب مارون الراس بالصواريخ.[350]
- قال الجيش الإسرائيلي إن سلاح الجو الإسرائيلي ضرب حوالي 185 هدفًا لحزب الله بما في ذلك المباني وقاذفات الصواريخ والمقاتلين بإسقاط القنابل باستخدام الطائرات المقاتلة والطائرات بدون طيار، بينما كان جنوده يخوضون قتالًا بريًا من مسافة قريبة في لبنان.[351]
- استشهد ضابط أمن سوري وأصيب آخر في غارة جوية إسرائيلية بالقرب من القنيطرة.[352]
- أطلق حزب الله 40 صاروخا على حيفا، مما تسبب في انقطاع التيار الكهربائي في كريات بياليك وإصابة خمسة أشخاص.[353][354]
- أدى هجوم صاروخي لحزب الله إلى مقتل رجل وامرأة في كريات شمونة.[355] وطلبت بلدية كريات شمونة من السكان مغادرة المدينة.[356]
- قال حزب الله إنه أطلق صواريخ وقذائف مدفعية باتجاه جنود إسرائيليين كانوا يحاولون التقدم في ميس الجبل من عدة اتجاهات، مضيفاً أن "الاشتباكات مستمرة".[357]
- نفذت الوحدة 636 في سلاح الاستخبارات القتالية التابع للجيش الإسرائيلي ضربات بطائرات بدون طيار في جنوب لبنان. وكان من بين القتلى قائد سرية تابعة لحزب الله.[358]
- أطلق حزب الله 90 صاروخاً على الجليل الأعلى، فأصابت مدينة صفد والبلدات المجاورة.[358]
- وصلت القوات البحرية التركية إلى مرفأ بيروت لإجلاء المواطنين الأتراك وتقديم مساعدات إنسانية للبنان.[359]
- قال الهلال الأحمر إنه قدم شحنة من مستهلكات الرعاية الصحية الأولية وأدوية الطوارئ إلى وزارة الصحة السورية لدعم الأنشطة الصحية في النقاط الطبية على طول الحدود السورية اللبنانية.[360]
- اعتقل الجيش اللبناني مواطنين سوريين يشتبه في قيامهما بالتجسس لصالح إسرائيل.[361]
- أدت غارة إسرائيلية على الوردانية بلبنان إلى مقتل خمسة أشخاص على الأقل وإصابة 12 آخرين.[362]
- أمر الجيش الإسرائيلي سكان حارة حريك بالإخلاء بالابتعاد مسافة 500 متر على الأقل من مبنى ادعى أنه تابع لحزب الله.[363]
- أدت غارة إسرائيلية على صور إلى مقتل خمسة مسعفين.[364]
- ذكرت الوكالة العربية السورية للأنباء أن الغارات الجوية الإسرائيلية على مصنع لتجميع السيارات في حسياء بمحافظة حمص وموقع للجيش السوري في محيط حماةتسببت في "أضرار مادية".[365] قُتل جندي إسرائيلي وأصيب جندي آخر أثناء القتال في لبنان.[366]

### 10 أكتوبر
- أعلنت وزارة الصحة اللبنانية أن 60 شخصاً على الأقل استشهدوا وأصيب 168 آخرون في الهجمات الإسرائيلية.[367]
- زعم جيش الاحتلال الإسرائيلي أنه قتل القياديين في حزب الله أحمد مصطفى الحاج علي ومحمد علي حمدان في غارات جوية على جنوب لبنان. وقالت قوات الاحتلال الإسرائيلية إن علي كان مسؤولاً عن إطلاق مئات الصواريخ والصواريخ المضادة للدبابات باتجاه كريات شمونة، في حين كان حمدان مسؤولاً عن إطلاق الصواريخ باتجاه شمال إسرائيل.[368]
- قال جيش الاحتلال الإسرائيلي إن نحو 40 صاروخا أطلقت من لبنان تجاه الجليل الأعلى وشمال إسرائيل. فتضرر مبنى في مرغليوت.[369]
- وقال جيش الاحتلال الإسرائيلي إن جنوده يواصلون توغلهم البري في لبنان بدعم من عشرات الغارات الجوية. وقالت أيضًا إن طائراتها المقاتلة ضربت أكثر من 110 هدفًا في لبنان وأفادت عن "مواجهات وجهاً لوجه" مع جنود حزب الله وتدمير منصات إطلاق صواريخ مضادة للدبابات وصواريخ تستهدف شمال إسرائيل.[370]
- اعتقلت القوى الأمنية اللبنانية في الضاحية الجنوبية رجلاً إسرائيلياً من مواليد الولايات المتحدة، بتهمة التجسس. تم إطلاق سراحه لاحقًا وترحيله إلى الولايات المتحدة بعد ضغوط من الحكومة الأمريكية.[371]
- قال حزب الله إن مقاتليه أطلقوا "دفعة كبيرة من الصواريخ" على كريات شمونة، فيما استهدفت هجمات صاروخية وضربات أخرى موقعا على طول الحدود وجنود إسرائيليين في بيت هليل ومعيان باروخ . وأصيب مستطونين إسرائيليان بجروح طفيفة بسبب الشظايا.[372]
- أطلق جنود إسرائيليون النار على ثلاثة مواقع تابعة لقوات اليونيفيل في جنوب لبنان شملت قاعدة اليونيفيل الرئيسية في الناقورة، مما أدى إلى إصابة اثنين من قوات حفظ السلام.[373][374]
- أفادت تقارير أن غارة جوية إسرائيلية في وسط بيروت استهدفت وفيق صفا، رئيس وحدة الارتباط والتنسيق في حزب الله، مما أدى إلى مقتل 22 شخصا على الأقل وإصابة 117 آخرين. ويقال إن صفا نجا.[375][376]

### 11 أكتوبر
- اعتقلت الشرطة الإسرائيلية جيريمي لوفريدو، وهو صحفي أمريكي وأربعة صحفيين آخرين بتهم "مساعدة العدو في زمن الحرب وتقديم معلومات للعدو" بسبب الإبلاغ عن هبوط صواريخ إيرانية بما على قاعدة نيفاتيم الجوية وعلى قاعدة استخباراتية. واتهم صحفي روسي الجيش الإسرائيلي بضربه.[377]
- قالت جمعية الهلال الأحمر الإيراني إن الجيش الإسرائيلي دمر مستشفى ميدانياً عليه أعلام الهلال الأحمر على طول الحدود السورية اللبنانية، حيث دمر معداته وإمداداته الطبية وسيارات الإسعاف في المكان.[378]
- تم إطلاق طائرة بدون طيار باتجاه مستوطنة لاخيش.[379]
- أدى هجوم إسرائيلي آخر إلى إصابة عدد من جنود حفظ السلام في مقر اليونيفيل في الناقورة.[380] وقال الجيش الإسرائيلي إن قوات حفظ السلام التابعة للأمم المتحدة "أصيبت عن غير قصد" أثناء القتال مع حزب الله.[381]
- تم إطلاق ما يقرب من 25 صاروخًا وطائرتين بدون طيار من لبنان باتجاه إسرائيل.[382]
- قُتل عامل تايلاندي أجنبي وأصيب آخر بسقوط ذخيرة في مستوطنة يرعون.[383][384]
- أعلن جيش الاحتلالالإسرائيلي أنه قتل قائد وحدة الصواريخ المضادة للدبابات التابعة لقوة الرضوان.[385]
- قال حزب الله إن مقاتليه شنوا غارة بطائرة بدون طيار استهدفت قاعدة للجيش الإسرائيلي في كريات إليزر، وتجمعا للجنود الإسرائيليين في منطقة زوفولون شمال حيفا وكفرسولد باستخدام الصواريخ وموقع "العباد" باستخدام الصواريخ. وقصفت ثكنة يفتاح ومحيطها.[386]
- قال الجيش الإسرائيلي إنه تم إطلاق 100 صاروخ على رشقتين من لبنان باتجاه شمال إسرائيل خلال ساعة. كما قال الجيش الإسرائيلي إنها أطلقت النار على منصات إطلاق الصواريخ التي يستخدمها حزب الله.[387] قال حزب الله إنه استهدف تجمعاً للجنود الإسرائيليين في كريات شمونة وكفار يوفال بالصواريخ، وصفد بالصواريخ، وجنوداً في محيط ثكنة للجيش الإسرائيلي في هضبة الجولان باستخدام الصواريخ.[388]
- أصابت غارة إسرائيلية موقعا للجيش اللبناني في جنوب لبنان، مما أدى إلى مقتل جنديين وإصابة ثلاثة آخرين.[389]
- تم إطلاق طائرتين بدون طيار من لبنان على هرتسليا، حيث أصابت إحداهما دارًا للمسنين وتم اعتراض الأخرى.[390][391] وأعلن حزب الله مسؤوليته عن الهجوم.[392]
- حذر حزب الله الإسرائيليين من الابتعاد عن مواقع الجيش الإسرائيلي في المناطق السكنية في شمال إسرائيل.[393]
- طالب مجلس الوزراء الألماني بتوضيح من حكومة نتنياهو بعد أن أدت الغارة الجوية الإسرائيلية على مركز جمعية دار السلام في لبنان، والذي تدعمه منظمات ألمانية إلى استشهاد ستة أشخاص على الأقل.[394]
- دخلت مسيرة إلى مرتفعات الجولان انطلقت من سوريا.[395]
- وسعت الحكومة الأمريكية العقوبات على صناعة النفط والبتروكيماويات الإيرانية من خلال فرض عقوبات جديدة ردا على الضربات الإيرانية على إسرائيل في أكتوبر 2024.[396]
- أصيب أحد جنود حفظ السلام التابعين لليونيفيل برصاص مجهولين في الناقورة.[397]
- أصيب جندي احتياطي في جيش الدفاع الإسرائيلي من الكتيبة 9203 التابعة للواء الإسكندروني بجروح خطيرة أثناء القتال في جنوب لبنان.[398]

### 12 أكتوبر
- أعلنت وزارة الصحة اللبنانية أن 51 شخصاً على الأقل استشهدوا خلال الهجمات الإسرائيلية.[399]
- قال حزب الله إنه نفذ سبع غارات على مواقع إسرائيلية. وزعمت أن "صواريخها النوعية" أصابت قاعدة لجيش الدفاع الإسرائيلي تستخدم لصنع الأسلحة في جنوب حيفا، وأصابت قذائف مدفعية جنودًا إسرائيليين في محيط الحدود اللبنانية، واستهدفت موقع راميا بصواريخ موجهة، وضربت مواقع إسرائيلية أخرى بوابل من الصواريخ.[400]
- أطلق حزب الله صاروخاً من لبنان باتجاه الجليل الأوسط.[401]
- هدد جيش الاحتلال الإسرائيلي باستهداف سيارات الإسعاف في جنوب لبنان، متهماً حزب الله باستغلالها لنقل المقاتلين والأسلحة. وزعم متحدث باسم جيش الاحتلال الإسرائيلي أن المعلومات الاستخباراتية كشفت أن "عناصر حزب الله يستخدمون سيارات الإسعاف لنقل المقاتلين والأسلحة" وأن أي مركبة تحمل عناصر مسلحة ستكون معرضة للخطر [402]
- وأصدرت قوات الاحتلال الإسرائيلية أوامرها بالاخلاء لسكان 22 بلدة وقرية أخرى في جنوب لبنان، شملت عيتا الشعب ورامية وحانين، بالإخلاء إلى الشمال من نهر الأولي.[403]
- أطلق حزب الله نحو 32 صاروخاً باتجاه إسرائيل.[404]
- تم إطلاق حوالي 35 صاروخًا من لبنان باتجاه عكا، مما أدى إلى إصابة شخصين بجروح طفيفة عند تقاطع المكر.[405][406][407]
- قالت قوات الاحتلال إن الدخول إلى قرى زريط، وشومارا، وشتوله وناتوا، وإبن مناحيم "محظور تماما" بعد إعلانها مناطق عسكرية مغلقة.[408]
- وأعلن جيش الاحتلال الإسرائيلي أن نحو 320 قذيفة أطلقت من لبنان على إسرائيل خلال يوم الغفران.[409]
- تم إطلاق أربعين صاروخًا من لبنان باتجاه الجليل الأعلى.[410]
- نشرت الولايات المتحدة أنظمة الدفاع الصاروخي "ثاد" في إسرائيل تحسبًا للرد الإيراني على الرد الإسرائيلي المخطط له ردٌا على ضربات الأول من أكتوبر.[411]

### 13 أكتوبر
- أوقع مقاتلو حزب الله خسائر في صفوف القوات الإسرائيلية التي حاولت التسلل إلى رامية بتفجير عبوة ناسفة والاشتباك في معارك بالأسلحة النارية. كما قالت إن القتال مستمر حول القرية.[412] وذكرت شبكة قدس الإخبارية أن سبعة جنود إسرائيليين على الأقل أصيبوا بجروح.[413]
- تم إطلاق ما يقرب من 300 صاروخ من لبنان على شمال إسرائيل خلال الـ 24 ساعة الماضية.[414]
- تم إطلاق خمسة صواريخ من لبنان باتجاه حيفا.[415]
- أعلنت جمعية الهلال الأحمر الإيراني عن وصول شحنة مساعدات رابعة تحتوي على ثلاثة أطنان من الإمدادات الطبية إلى لبنان.[416]
- قال الجيش الإسرائيلي إنه ضرب أكثر من 200 هدف لحزب الله في لبنان، بما في ذلك قاذفات صواريخ ومواقع مضادة للدبابات ومستودعات أسلحة وغيرها من البنى التحتية خلال الـ 24 ساعة الماضية.[417]
- قصفت الطائرات الإسرائيلية ودمرت مسجداً قديماً في كفرتبنيت، فيما قصفت طائرة أخرى مجمعاً سكنياً خالياً في صيدا.[418]
- أدت غارة جوية إسرائيلية على صربيين إلى إصابة أربعة مسعفين تابعين للهلال الأحمر اللبناني.[419]
- قال حزب الله إن صواريخه استهدفت ثكنة الزبدين في مزارع شبعا، كما استهدفت مدفعيته تجمعاً للجنود الإسرائيليين في مارون الراس.[420]
- قال الجيش الإسرائيلي إن 25 جنديًا من لواء إتزيوني أصيبوا، من بينهم اثنان في حالة خطيرة، أثناء القتال في جنوب لبنان في مناطق كفر كلا والعديسة.[421][422][423]
- زعم الجيش الإسرائيلي أنه ألقى القبض على أحد عناصر حزب الله وبحوزته أسلحة وإمدادات للاستجواب في نفق في جنوب لبنان بعد استسلامه.[424]
- طلب رئيس الوزراء الإسرائيلي بنيامين نتنياهو من الأمين العام للأمم المتحدة أنطونيو غوتيريش سحب قوات حفظ السلام التابعة لليونيفيل في لبنان "على الفور".[425]
- أمر الجيش الإسرائيلي سكان 21 قرية في لبنان بالإخلاء إلى مناطق شمال نهر الأولي.[426]
- قال حزب الله إنه استهدف كريات شمونة بالصواريخ. كما زعم حزب الله أن صواريخه أصابت قاعدة للجيش الإسرائيلي في صوريت.[427]
- أطلق حزب الله حوالي 115 صاروخًا ومقذوفة أخرى من لبنان باتجاه إسرائيل.[427]
- زعم حزب الله أن الجيش الإسرائيلي استخدم القنابل العنقودية في قصف المنطقة الواقعة بين بلدتي حانين والطيري.[428]
- قالت اليونيفيل إن القوات الإسرائيلية عبرت الخط الأزرق ودمرت إحدى بوابات قاعدتها الرئيسية. وأضاف أن 15 من قوات حفظ السلام أصيبوا بآثار تشمل تهيج الجلد ومشاكل في المعدة مما أدى إلى انبعاث "دخان يشتبه في أنه فوسفور أبيض". حيث أطلقت عدة قذائف على بعد 100 متر شمال القاعدة وقال الجيش الإسرائيلي إن دبابته دخلت القاعدة أثناء إجلاء جنودها الجرحى.[429][430][431]
- أصاب هجوم بطائرة بدون طيار شنه حزب الله ثكنة زرعيت العسكرية في محيط بنيامينا-جفعت عدا، مما أسفر عن مقتل أربعة جنود إسرائيليين وإصابة ما لا يقل عن 61 آخرين، سبعة منهم في حالة خطيرة.[432][433]
- زعم حزب الله أن صاروخه استهدفت قاعدة تنوبار اللوجستية التابعة للجيش الإسرائيلي في مرتفعات الجولان.[434]
- تم إطلاق طائرة بدون طيار أخرى من لبنان إلى الساحل الشمالي لإسرائيل.[435]
- قالت قيادة الجبهة الداخلية الإسرائيلية إن صفارات الإنذار دوت في كريات شمونة ومرجاليوت ومطلة ومسغاف عام ومنارة.[436]
- أطلقت خمس قذائف من لبنان باتجاه "منطقة الخليج".[437]
- دمرت الغارات الإسرائيلية على النبطية سوقاً يعود تاريخه إلى عام 1910.[438]

### 14 أكتوبر
- وأعلنت وزارة الصحة اللبنانية أن 41 شخصاً على الأقل استشهدوا خلال الهجمات الإسرائيلية.[439]
- قال حزب الله إنه استهدف قوة مشاة إسرائيلية حاولت التسلل إلى الأراضي اللبنانية عبر بلدة مركبا باستخدام قذائف المدفعية. كما استهدفت صواريخها قوات إسرائيلية في اللبونة.[440]
- وزعم جيش الاحتلال الإسرائيلي أن حزب الله أطلق 25 صاروخاً من محيط مواقع حفظ السلام التابعة لليونيفيل.[441]
- أطلق حزب الله عشرة صواريخ باتجاه حيفا.[442]
- تم إطلاق قذائف من لبنان باتجاه وسط إسرائيل.[443]
- سقطت عدة صواريخ أطلقت من لبنان مصحوبة بشظايا في كرمئيل.[444]
- زعم حزب الله أن مقاتليه قتلوا أو جرحوا جنوداً إسرائيليين باستهداف ناقلة جند مدرعة باستخدام صاروخ موجه في بلدة عيتا الشعب. وقالت أيضًا إنها خاضت معارك مع جنود إسرائيليين في القرية.[445]
- تم إطلاق عدة قذائف من لبنان تجاه وسط إسرائيل للمرة الثانية.[446]
- قال حزب الله إنها أطلق "دفعة كبيرة من الصواريخ" باتجاه صفد.[447]
- أفادت قوات الاحتلال الإسرائيلية عن "نشاط عملياتي مستهدف" ضد أكثر من 200 هدف في لبنان، تشمل خلايا مسلحة ومواقع صواريخ ومنصات إطلاق.[448]
  - وزعم جيش الاحتلال الإسرائيلي أنه قتل محمد كمال نعيم، قائد منظومة الدفاع المضاد للدبابات في قوة الرضوان، في غارة جوية. كما قال أنه كان مسؤولاً عن التخطيط وتنفيذ العديد من الهجمات على إسرائيل بما في ذلك إطلاق صاروخ مضاد للدبابات.[449]
  - أدت غارة جوية على أيطو (أكتوبر 2024) على مبنى سكني في بلدة أيطو شمال لبنان إلى مقتل 21 شخصًا على الأقل، من بينهم اثنتي عشرة امرأة وطفلين، وإصابة ثمانية آخرين.[450][451][452] وذكرت التقارير أن الضربة استهدفت أحمد فقيه الذي استأجر شقة في المدينة.[453]

### 15 أكتوبر
- قال حزب الله إنه استهدف جنودا إسرائيليين يعملون في خلة وردة والمرج والسدانة وبركة النقار.[454]
- وقالت قوات الاحتلال الإسرائيلية إنها ضربت نحو 200 هدف لحزب الله خلال الساعات الأربع والعشرين الماضية، وقتلت "العشرات من عناصر حزب الله".[455]
- استهدف حزب الله حيفا باستخدام صاروخين باليستيين أرض أرض.[456]
- غارة جوية إسرائيلية على منزل في حي الشرايك في منطقة إقليم التفاح ببلدة جرجوع أدت إلى مقتل أربعة أشخاص بينهم امرأة لبنانية وطفليها.[457]
- قالت اليونيسف إن 400 ألف طفل نزحوا ولم يتمكن 1.2 مليون طفل من الحصول على التعليم في لبنان خلال ثلاثة أسابيع.[458]
- كان أكثر من 25% من لبنان تحت أوامر الإخلاء الإسرائيلية.[459]
- أعلن جيش الاحتلال الإسرائيلي أن غارة جوية على النبطية قبل أيام أدت إلى مقتل خضر العبد بهجة، رئيس الوحدة الجوية لحزب الله في منطقة شمال الليطاني.[460]
- أعلن جيش الاحتلال الإسرائيلي أنه تمكن من أسر ثلاثة مقاتلين من لواء الرضوان من نفق تحت مبنى في جنوب لبنان.[461]
- أدت الغارات الجوية الإسرائيلية في قانا إلى مقتل 15 شخصًا وإصابة 15 آخرين.[462]
- أدت غارة جوية إسرائيلية في رياق إلى مقتل خمسة أشخاص بينهم ثلاثة أطفال وإصابة ما لا يقل عن 15 آخرين.[463]
- قال حزب الله أنه دمر دبابتين من طراز ميركافا وثلاث جرافات تابعة للجيش الإسرائيلي وأوقع خسائر في صفوف الجنود الإسرائيليين في منطقة رامية.[464]
- قالت قوات الدفاع الإسرائيلية إن حزب الله أطلق نحو 95 قذيفة من لبنان باتجاه إسرائيل.[465]
- سقطت طائرتان مسيرتان تابعتان لحزب الله أطلقتا من لبنان على الأراضي الإسرائيلية.[466]

### 16 أكتوبر
- أعلنت وزارة الصحة اللبنانية أن 27 شخصاً على الأقل استشهدوا في الهجمات الإسرائيلية خلال الـ 24 ساعة الماضية.[467]
- قال الجيش الإسرائيلي إنه تم إطلاق حوالي 50 قذيفة من لبنان باتجاه الجليل الأعلى.[468] وقال حزب الله إن مقاتليه نفذوا أربع ضربات صاروخية استهدفت صفد ودالتون وديشون ويفتاح، واستهدفت اثنتان منها مواقع تابعة لمدفعية الإسرائيلية.[469]
- حذر الجيش الإسرائيلي السكان بضرورة الابتعاد مسافة 500 متر على الأقل عن أحد المباني في حارة حريك.[470] وفي وقت لاحق، شنت القوات الجوية الإسرائيلية غارة على المبنى، قائلة إنه كان عبارة عن منشأة تخزين تحتوي على أسلحة تابعة لحزب الله.[471]
- قال الجيش الإسرائيلي إنه ضرب 140 هدفاً لحزب الله قبل يوم واحد.[472]
- قال حزب الله أنه أسقط طائرة إسرائيلية بدون طيار.[472]
- أدت غارة جوية إسرائيلية على مبنى بلدية النبطية إلى استشهاد ما لا يقل عن 16 شخصًا، من بينهم رئيس بلدية البلدة أحمد كحيل وإصابة 52 آخرين.[473][474] وقال الجيش الإسرائيلي إنه استهدف البنية التحتية لحزب الله.[475]
- قال الجيش الإسرائيلي ان سلاح البحرية الإسرائيلي ضرب العشرات من أهداف حزب الله في جنوب لبنان بالتنسيق مع الجنود على الأرض.[476]
- قال الجيش الإسرائيلي إن لواء الاحتياط الثامن ووحدة الهندسة القتالية ياهالوم دمرا نفق رضوان وشبكة مخابئ في جنوب لبنان.[477]
- قال حزب الله أنه ضرب تجمعاً للجنود الإسرائيليين في مسقف عام باستخدام قذائف المدفعية، وفي كرمئيل باستخدام الصواريخ.[478]
- أصيب أربعة أشخاص بجروح طفيفة بعد أن أطلق حزب الله 30 صاروخا على الجليل.[479]
- أصيب اثنان من عمال الإسعاف التابعين للصليب الأحمر اللبناني بشظايا بعد غارة إسرائيلية على جويا.[480]
- أطلقت دبابة ميركافا إسرائيلية النار على برج مراقبة تابع لليونيفيل في كفركلا في الصباح، مما أدى إلى وقوع أضرار.[481]
- وردت أنباء عن وقوع اشتباكات عنيفة بين الجيش الإسرائيلي وحزب الله حول عدة بلدات في الجزء الأوسط من الحدود الإسرائيلية اللبنانية.[482]
- قال حزب الله إنه استهدف بصاروخ تجمعاً للجنود الإسرائيليين في خلة وردة.[483]
- أطلق حزب الله صواريخ على كريات شمونة، مما أدى إلى إصابة عدة مواقع بما في ذلك أحد المباني.[484][485][486]
- قال حزب الله أن مقاتليه قتلوا أو أصابوا طاقم دبابة إسرائيلية في مرتفعات اللبونة من خلال استهدافها بصاروخ مضاد للدبابات.[487]

### 17 أكتوبر
- أعلنت وزارة الصحة اللبنانية أن 45 شخصاً على الأقل استشهدوا في هجمات إسرائيلية خلال الساعات الأربع والعشرين الماضية.[488]
- وذكرت وكالة سانا أن جيش الاحتلال الإسرائيلي قصف مدينة اللاذقية.[489] كما ذكرت أن "الدفاعات الجوية اعترضت أهدافاً معادية" واندلعت النيران بعد الهجوم. وذكر المرصد السوري لحقوق الإنسان أن الجيش الإسرائيلي "استهدف مستودعاً للأسلحة".[490]
- قال حزب الله إنها أطلق دفعة من الصواريخ تجاه مدينة صفد واستهدفت قاعدة لجيش الاحتلال الإسرائيلي شرقي مدينة نتانيا بصاروخ أرض أرض موجه من طراز نصر 1. ونشرت أيضًا مقطع فيديو يظهر دبابة إسرائيلية تلتهمها النيران بعد الهجوم.[491]
- اعترضت سفينة حربية ألمانية طائرة بدون طيار قبالة سواحل لبنان.[492]
- قال حزب الله أنه ضرب دبابتين من طراز ميركافا بصواريخ موجهة بالقرب من اللبونة.[493]
- رفع جنود الاحتلال الإسرائيلي العلم الإسرائيلي في محيط نصب تذكاري في اللبونة.[494]
- تم قصف ما لا يقل عن 100 هدف لحزب الله في اليوم السابق.[495]
- تم إطلاق نحو 30 صاروخا باتجاه الجليل الأعلى. وقال حزب الله إنه استهدف تجمعاً لجنود إسرائيليين في منطقة السدانة بمزارع شبعا.[496]
- وقصف جيش الدفاع الإسرائيلي تمنين التحتا في وادي البقاع وأمرت سكان سرعين التحتا المجاورة بإخلاء منازلهم.[497]
- قُتل خمسة جنود إسرائيليين وأصيب ضابط في جيش الدفاع الإسرائيلي وجنديان بجروح خطيرة أثناء القتال في جنوب لبنان. كما أصيب تسعة جنود إسرائيليين آخرين بجروح خطيرة أثناء القتال في جنوب لبنان وقطاع غزة.[498][499]
- فجّر جنود الاحتلال عدة عبوات ناسفة في قرية المحيبيب، ما أدى إلى هدم معظم أجزاء القرية التاريخية. وقالت قوات الاحتلال إنها دمرت شبكة أنفاق لوحدة الرضوان وسط القرية.[500]

### 18 أكتوبر
- أعلن جيش الاحتلال الإسرائيلي، عن مقتل القيادي في حزب الله محمد حسين رمال، في غارة جوية على بلدة الطيبة. وقال أيضا إنها حددت ودمرت موقع لإطلاق الصواريخ كانت مخصصة لمهاجمة شمال إسرائيل، كما اكتشف جنودها أسلحة لحزب الله في جنوب لبنان. كما قصفت القوات الجوية الإسرائيلية خلية مسلحة قالت إنها كانت تستعد لإطلاق صاروخ مضاد للدبابات باتجاه جنود إسرائيليين يعملون في جنوب لبنان.[501]
- قالت قوات الدفاع الإسرائيلية إن قواتها الجوية نفذت نحو 150 غارة على مواقع في غزة ولبنان قبل يوم واحد بما في ذلك مستودعات ذخيرة ومواقع إطلاق صواريخ ومواقع قناصة ومراقبة، وقتلت العشرات من المسلحين.[502]
- أطلق حزب الله خمسة وسبعين قذيفة من لبنان باتجاه إسرائيل،[503] بما في ذلك عشرون صاروخاً. وقد استهدفت بعضها قاعدة فيلون التابعة لجيش الدفاع الإسرائيلي في روش بينا، [504] وقاعدة دفاع جوي صاروخي شرقي الخضيرة، [505] وتجمعًا للجنود في صفد،[506] ومنطقة شمال حيفا.[503]
- وأعلن جيش الدفاع الإسرائيلي أنه قتل 60 مقاتلاً من حزب الله خلال القتال في جنوب لبنان في اليوم السابق.[507]
- اعترض جيش الدفاع الإسرائيلي ثلاثة صواريخ كانت تستهدف خليج حيفا.[508]
- أصيب جندي احتياطي إسرائيلي من الكتيبة 5030 في لواء ألون بجروح خطيرة أثناء القتال في جنوب لبنان في 9 أكتوبر، توفي متأثراً بجراحه، مما رفع حصيلة قتلى جيش الدفاع الإسرائيلي منذ بدء غزو لبنان إلى 22.[509]

### 19 أكتوبر
- أعلنت وزارة الصحة اللبنانية عن استشهاد ما لا يقل عن 36 شخصاً في الهجمات الإسرائيلية خلال الـ 48 ساعة الماضية.[510]
- أعلنت وزارة الصحة اللبنانية عن استشهاد ما لا يقل عن 16 شخصاً في الهجمات الإسرائيلية خلال الـ 24 ساعة الماضية.[511]
- تحطمت طائرة بدون طيار انطلقت من سوريا في شمال هضبة الجولان.[512]
- أُطلقت ثلاث طائرات مسيرة من لبنان باتجاه إسرائيل، أصابت إحداها مقر إقامة بنيامين نتنياهو في قيسارية.[513][514][515] وأعلن حزب الله مسؤوليته عن الهجوم.[516]
- تم إطلاق مائة صاروخ من لبنان باتجاه شمال إسرائيل، مما أدى إلى إلحاق أضرار بمبنى سكني في شلومي.[517][518][519] وقال حزب الله إنه أطلق صواريخ باتجاه منطقة شمال حيفا. وقتل شخص وأصيب ما لا يقل عن 13 شخصًا في الهجمات الصاروخية.[517][520] وقال حزب الله أيضاً إنه استهدف قاعدة للجيش الإسرائيلي في نيشر وكريات شمونة ومجموعة من الجنود الإسرائيليين في المرج وزاريت.[521]
- قاال الجيش الإسرائيلي إنه قتل ناصر عبد العزيز رشيد، نائب قائد عمليات حزب الله في قضاء بنت جبيل. وأضافت أيضاً أن قواتها عثرت على مخزونات من الأسلحة في جنوب لبنان ودمرتها.[522]
- أصدر الجيش الإسرائيلي أوامر إخلاء لسكان حارة حريك،[523] وبرج البراجنة.[524]
- أدت غارة جوية إسرائيلية على شقة سكنية في بعلول إلى استشهاد أربعة أشخاص، من بينهم رئيس بلدية سحمر، حيدر شهلا، وإصابة عدة أشخاص آخرين.[525]
- قال الجيش الإسرائيلي إنه استهدف مركز قيادة استخبارات حزب الله والعديد من مستودعات الذخيرة في عدة مواقع في الضاحية الجنوبية لبيروت.[526]
- أصابت طائرة بدون طيار مفخخة ضابطا في جيش الاحتلال الإسرائيلي بجروح خطيرة في جنوب لبنان.[527]
- توفي أحد أعضاء حزب الله الذي تم أسره في جنوب لبنان أثناء احتجازه لدى جنود إسرائيليين.[528]
- أطلق حزب الله نحو 200 قذيفة باتجاه إسرائيل.[529]
- قتل جندي احتياطي إسرائيلي متأثرا بجراحه التي أصيب بها في اشتباك وقع يوم 9 أكتوبر مع مقاتلي حزب الله في لبنان، مما أدى إلى ارتفاع عدد الجنود الإسرائيليين الذين قتلوا نتيجة لهذا الاشتباك إلى اثنين.[530]

### 20 أكتوبر
- وأصدر جيش الاحتلال الإسرائيلي أمر إخلاء للسكان بالابتعاد عن مسافة 500 متر على الأقل عن مبنيين على الأقل في حارة حريك والحدث.[531] وأصدرت أيضًا أوامر إخلاء لبعض المناطق في شرق لبنان لأول مرة منذ أسبوع.[532]
- قال الجيش الإسرائيلي إن قواته الجوية ضربت 175 هدفا للمسلحين في غزة ولبنان، حيث ضربت مخازن أسلحة ومواقع إطلاق صواريخ وبنية تحتية أخرى تابعة لحماس وحزب الله. وقالت أيضًا إنها اعترضت "هدفًا جويًا" قبالة سواحل حيفا.[533]
- زعم جيش الاحتلال الإسرائيلي أنه قتل مسؤولين رئيسيين في حزب الله، وهم الحاج عباس سلامة، ورشا عباس عيشة، وأحمد علي حسين، في غارة على مقر استخباراتي لحزب الله في جنوب بيروت. وقال أيضًا إنه ضرب ورشة أسلحة تحت الأرض في بيروت.[534] كما زعم أنها قتلت الحاج عباس سلامة، وهو شخصية بارزة في القيادة الجنوبية لحزب الله، ورضا عباس عواش، خبير الاتصالات في حزب الله، وأحمد علي حسين، المسؤول عن تطوير الأسلحة الاستراتيجية لحزب الله، في غارات جوية.[535]
- تم إطلاق ما لا يقل عن 160 صاروخًا من لبنان على إسرائيل. تم إطلاق الصواريخ على أماكن في شمال إسرائيل في مناطق صفد وحيفا وعكا ومارجاليوت.[536] وقال حزب الله إنها استهدفت قاعدة لجيش الدفاع الإسرائيلي في محيط صفد،[537] ومزارع شبعا.[538]
- قصفت القوات الإسرائيلية آلية تابعة للقوات المسلحة اللبنانية على طريق عين إبل وحنين في قضاء بنت جبيل، ما أدى إلى مقتل ثلاثة عسكريين،[539] واعتذر جيش الدفاع الإسرائيلي في وقت لاحق، قائلاً إنه تم الخلط بينها وبين مسلحين حزب الله.[540]
- قال حزب الله إنه أطلق صواريخ باتجاه جنود إسرائيليين في محيط بلدة مركبا وغرب العديسة [541]
- دمر جيش الاحتلال الإسرائيلي عدة قرى في جنوب لبنان منها قرية رامية، حيث قام بتدمير منازلها ومساجدها.[542]
- قامت قوات الاحتلال الإسرائيلي بهدم برج مراقبة تابع لقوات اليونيفيل وسياج محيط بالقوة في مروحين.[543]
- استهدفت عدة غارات جوية إسرائيلية فروعاً لجمعية القرض الحسن المرتبطة بحزب الله في بيروت والبقاع. واستهدقت إحدى الضربات في منطقة قريبة من مطار رفيق الحريري الدولي في بيروت.[544]
- قال حزب الله أن وحدة دفاعه الجوي أسقطت طائرة إسرائيلية بدون طيار من طراز هرمز 450.[545]

### 21 أكتوبر
- أطلق حزب الله صواريخ باتجاه موقع لمدفعية الإسرائيلية في أوديم، وكريات شمونة، واستهدفت القوات الإسرائيلية في المالكية، واستهدفت قاعدة للجيش الإسرائيلي في بيت لاهيا، واستهدف القوات الإسرائيلية في خلة وردة ومزرة، واستهدفت جنودًا إسرائيليين يعملون في مارون الراس.[546]
- أطلق حزب الله نحو 170 صاروخاً من لبنان على إسرائيل.[547]
- وقال الجيش الإسرائيلي إنه قصف نحو 15 منصة لإطلاق الصواريخ قصيرة المدى لحزب الله في جنوب لبنان. وقالت أيضًا إن بعض هذه القاذفات استخدمت في الهجمات الأخيرة في شمال إسرائيل وأضافت أنها أصابت مباني يستخدمها حزب الله في مناطق مختلفة من جنوب لبنان.[548]
- أدت شظايا صاروخية تابعة لحزب الله إلى إصابة مستوطن بجروح طفيفة في أييليت هشاحر.[549]
- تم إطلاق خمس طائرات بدون طيار من لبنان إلى إسرائيل.[550]
- ذكرت وسائل إعلام رسمية سورية أن هجوما صاروخيا إسرائيليا مستهدفًا سيارة في المزة أدى إلى استشهاد شخصين على الأقل وإصابة ثلاثة آخرين.[551] وقالت قوات الدفاع الإسرائيلية إنها قتلت قائد وحدة تابعة لحزب الله المسؤول عن نقل الأسلحة من إيران.[552]
- أدت غارة جوية إسرائيلية على مبنى في بعلبك إلى استشهاد ستة أشخاص بينهم طفل.[553]
- أطلق حزب الله "دفعة صاروخية كبيرة" باتجاه معسكر يوآف التابع للجيش الإسرائيلي في مرتفعات الجولان. وقالت قيادة الجيش الإسرائيلي إن صفارات الإنذار دوت في مارغليوت ومنارة.[554]
- أعلنت هيئة الإذاعة الإسرائيلية عن عملية اختراق محتملة لقاعدة بيانات ميناء حيفا.[555]
- قال حزب الله إنها استهدفت قاعدة استخباراتية لجيش الدفاع الإسرائيلي في ضاحية تل أبيب.[556]
- أدت غارة جوية إسرائيلية في الخرايب إلى استشهاد أربعة أشخاص.[557]
- أدت الغارات الجوية الإسرائيلية إلى استشهاد أربعة مسعفين في بابلية وواحد في كل من خربة سلم وبئر السناسل ودير الزهراني .[557]
- أدت غارة جوية إسرائيلية بالقرب من مستشفى رفيق الحريري الجامعي في بيروت إلى استشهاد 18 شخصًا على الأقل، بينهم أربعة أطفال، وإصابة ما لا يقل عن 60 آخرين.[558][559][560]

### 22 أكتوبر
- أفادت الحكومة اللبنانية أن ما لا يقل عن 63 شخصاً استشهدوا في الهجمات الإسرائيلية على لبنان خلال الـ 24 ساعة الماضية.[561]
- قالت إسرائيل إنها ضربت أكثر من 230 هدفاً للمسلحين في غزة ولبنان خلال الـ 24 ساعة الماضية.[562]
- تم إطلاق وابل من الصواريخ باتجاه بيت أرييه - عوفاريم.[563] وقال حزب الله أنه ضرب منطقة نيريت في ضواحي تل أبيب. ثم أُعلنت حالة الطوارئ في تل أبيب.[564][565]
- قال حزب الله أنه ضرب قاعدة جليلوت للوحدة 8200 في ضواحي تل أبيب باستخدام الصواريخ.[566]
- أطلق حزب الله صواريخ متوسطة المدى على حيفا.[567] وقال الحزب أنه ضرب قاعدة ستيلا ماريس البحرية شمال غرب حيفا. كما أطلق حزب الله صواريخ باتجاه منطقة شمال قيصرية.[568]
- أدى سقوط شظايا اعتراضية إلى إصابة مستطون في معجان ميخائيل، وإلحاق أضرار بمبنى سكني وعدة سيارات في نفس المنطقة.[569]
- أصيب ستة عشر جنديا إسرائيليا أثناء القتال في لبنان.[569]
- قال الجيش الإسرائيلي إنه ضرب قاعدة بحرية تابعة لحزب الله في بيروت تستخدم لتخزين القوارب السريعة وإجراء اختبارات وتدريب للقوات البحرية. وأضافت أن هجماتها الأخرى أصابت مستودعات أسلحة ومراكز قيادة وبنية تحتية أخرى. كما قالت إن بعضها كان أهدافاً تحت الأرض.[570]
- أطلق حزب الله عشرة صواريخ على نيوت مردخاي، مما أسفر عن مقتل جندي احتياطي إسرائيلي من الكتيبة 508 التابعة سلاح المدفعية "أديريم" 7338 وإصابة ثلاثة جنود احتياطيين آخرين بجروح خطيرة.[571][572][573]
- قال حزب الله إن هجومه الصاروخي استهدف جنودا إسرائيليين تجمعوا غرب العديسة. كما قالت إنها استهدفت حيتسور بالصواريخ.[574]
- أصدر الجيش الإسرائيلي أوامر إخلاء للسكان بالابتعاد عن مسافة 500 متر على الأقل عن مبنيين في غبيري.[575]
- قال سلاح الجو الإسرائيلي إنه ضرب عشرة مراكز قيادة وسيطرة تابعة لحزب الله في الحوش بجنوب لبنان خلال الـ 24 ساعة الماضية.[576]
- أدت غارة إسرائيلية في النبطية إلى إصابة ثلاثة مسعفين.[577]
- أكد حزب الله أن بعض مقاتليه وقعوا في أسر الجيش الإسرائيلي[578]
- قُتل رائد (احتياط) إسرائيلي كان يشغل منصب نائب قائد لواء ألون في الكتيبة 9308 التابعة له أثناء القتال في جنوب لبنان.[573]
- أكد الجيش الإسرائيلي مقتل هاشم صفي الدين و23 عضوًا آخر من وحدة استخبارات حزب الله في غارة جوية على الضاحية في 3 أكتوبر بعد العثور على جثثهم في المخبأ الذي تم قصفه.[579][580] كما أكد حزب الله وفاته.[581]
- أطلق حزب الله حوالي 140 قذيفة من لبنان باتجاه إسرائيل. وقال حزب الله إنه أطلق طائرات مسيرة انتحارية باتجاه قاعدة إلياقيم للجيش الإسرائيلي جنوب حيفا.[582]
- أدت غارة جوية إسرائيلية على منزل في تفتاحا إلى مقتل 19 شخصاً.[583]
- هجوم لحزب الله بطائرات بدون طيار على إسرائيل يرسل مليون شخص إلى الملاجئ.[584]

### 23 أكتوبر
- أفادت الحكومة اللبنانية أن 28 شخصاً على الأقل استشهدوا في الهجمات الإسرائيلية على لبنان خلال الـ 24 ساعة الماضية.[585]
- قال حزب الله إنه استهدف قاعدة استخباراتية تابعة للجيش الإسرائيلي في ضواحي تل أبيب.[586]
- شن جيش الاحتلال الإسرائيلي غارات على منطقة في صور تركزت حول مبنيين[587] وقال الجيش الإسرائيلي إنه استهدف مجمعات القيادة والسيطرة لحزب الله، بما في ذلك مقر وحدة الجبهة الجنوبية المستخدمة لمهاجمة المستوطنين والقوات الإسرائيلية دون تقديم أدلة.[588]
- قال الجيش الإسرائيلي إنه قتل ثلاثة من قادة قطاع حزب الله و70 آخرين من مقاتلي حزب الله.[589] كما زعم أنه قتل خليل محمد أمهز، الخبير في الوحدة الجوية لحزب الله المسؤولة عن تصميم الطائرات بدون طيار الانتحارية وطائرات الاستطلاع بدون طيار التابعة لحزب الله.[590]
- أدت غارة جوية إسرائيلية على سيارة في النبطية إلى مقتل مسعف إيراني.[591]
- تم إطلاق ما يقرب من 135 صاروخًا وخمس طائرات مسيرة من لبنان إلى إسرائيل.[592][593]
- أصيب مستوطن بجروح متوسطة بشظايا في نهاريا خلال هجوم حزب الله بـ 25 صاروخا.[594]
- قال حزب الله إن مقاتليه أطلقوا طائرات انتحارية بدون طيار تحتوي على متفجرات باتجاه قاعدة للجيش الإسرائيلي جنوب حيفا.[595]
- أُطلقت أربعة قذائف من لبنان باتجاه وسط إسرائيل، تم اعتراض ثلاثة منها أو أصابت مناطق مفتوحة.[596] وقال حزب الله في وقت لاحق أنه ضرب شركة للصناعات العسكرية في ضواحي تل أبيب باستخدام الصواريخ.[597][598]
- قال حزب الله إنه أجبر الجنود الإسرائيليين على التراجع عندما حاولوا "التسلل" من أطراف بلدة عيترون.[599]
- قال حزب الله أنه قتل أكثر من 70 جندياً إسرائيلياً.[600]
- ادعى رئيس الوزراء الإسرائيلي بنيامين نتنياهو أن حزب الله أعد "غزوا" لإسرائيل.[601]
- دمرت غارة جوية إسرائيلية مكتب قناة الميادين المرتبطة بحزب الله في بيروت، مما أسفر عن استشهاد شخص وإصابة خمسة آخرين.[602][603]
- أصيب فلسطيني بجروح طفيفة إما بصاروخ أطلق من لبنان أو بصاروخ اعتراضي إسرائيلي في راس عطية.[604]
- شنت قوات الاحتلال الإسرائيلي ثلاث غارات على مدينة الخيام.[605]
- قُتل أربعة جنود احتياط من الكتيبة 222 في لواء كرملي وأصيب ستة آخرون، ثلاثة منهم خطيرة، بعد تعرضهم لكمين نصبه مقاتلو حزب الله استخدموا فيه القنابل اليدوية في جنوب لبنان.[606]

### 24 أكتوبر
- أطلق حزب الله ما يقارب 120 صاروخاً باتجاه إسرائيل.[607]
- أفادت وزارة الدفاع السورية والوكالة العربية السورية للأنباء أن الغارات الإسرائيلية على مبنى سكني في كفر سوسة وموقع عسكري في محافظة حمص أدت إلى استشهاد جندي وإصابة سبعة آخرين.[608]
- أدت غارة إسرائيلية أثناء إجلاء الجرحى من أطراف بلدة ياطر إلى استشهاد ثلاثة جنود لبنانيين، بينهم ضابط.[609]
- قالت القوات الجوية الإسرائيلية إنها قتلت عشرات المسلحين خلال اليوم الماضي، وقصفت أكثر من 160 هدفًا لحزب الله بما في ذلك منصات الإطلاق والمباني العسكرية والبنية التحتية العسكرية في جميع أنحاء لبنان و"قضت" على العديد من خلايا المسلحين باستخدام الضربات الجوية. كما زعم الجيش الإسرائيلي أن فرقته 98 عثرت على مستودعات ذخيرة تحتوي على مئات الصواريخ المضادة للدبابات وقذائف الهاون.[610]
- قال الجيش الإسرائيلي إنه ضرب العديد من منشآت تخزين الأسلحة ومصانع الأسلحة التابعة لحزب الله خلال غاراته الليلية على الضاحية الجنوبية.[611]
- أدت قذائف صاروخية إلى إصابة شخصين بجروح متوسطة وأخرى طفيفة في الجليل الغربي. وأعلن حزب الله مسؤوليته عن عدة غارات، بما في ذلك إطلاق صواريخ باتجاه صفد ونهاريا، واستهدف قاعدة زفولون للصناعات العسكرية شمال حيفا بالصواريخ.[612]
- طلبت إسرائيل من حوالي 25 بلدة في الجليل الأعلى الحد من التحركات وتجنب التجمعات والبقاء بالقرب من المناطق الآمنة.[613]
- أدت غارة إسرائيلية على سيارة في محيط عاليه إلى استشهاد شخص واحد على الأقل.[614]
- قال حزب الله أنه قتل جنودًا إسرائيليين بعد معركة بالأسلحة النارية في عيتا الشعب، ودمر دبابة ميركافا التي حاولت تقديم الدعم وضرب ميركافا أخرى. كما قال أنه استهدف بعدة ضربات صاروخية تجمعًا للجنود الإسرائيليين في مسغاف عام ومنارة وكريات شمونة، وقاعدة لوجستية تابعة للالقيادة الشمالية لجيش الدفاع الإسرائيلي بين نهاريا وعكا.[615]
- أطلق حزب الله خمسة صواريخ على كرمئيل، أدت شظايا صاروخ تم اعتراضه إلى إصابة مستوطن مسن بجروح طفيفة.[616] كما قال الحزب أنه أجبر جنود الاحتلال الذين كانوا يتقدمون في محيط بلدة عديسة على التراجع بعد مواجهات معهم.[617]
- أصيب ضابطان إسرائيليان بجروح خطيرة في حادثين منفصلين في جنوب لبنان. وفي حادث ثالث، قُتل قائد وحدة عوكيتس وأصيب جندي احتياطي من الكتيبة 7155 التابعة للواء 55 مظليين بجروح خطيرة أثناء اشتباك مع عناصر حزب الله.[606][618]
- قال حزب الله إنه دمر دبابة تابعة للجيش الإسرائيلي في عيتا الشعب باستخدام صاروخ موجه، وزعم أنه قتل وأصاب طاقمها. كما قالت إن مقاتليها شاركوا في اشتباكات مكثفة "من مسافة قريبة" بأسلحة هجومية وقذائف صاروخية ضد مركبات تابعة للجيش الإسرائيلي في عيتا الشعب.[619]
- ضربت غارات إسرائيلية منطقة في الضاحية الجنوبية لبيروت.[619]
- قُتل خمسة جنود احتياطيين من الكتيبة 89 التابعة اللواء الثامن مدرع التابع لجيش الدفاع الإسرائيلي، بما في ذلك نائب قائدها، وأصيب 24 آخرون، أربعة منهم في حالة خطيرة، عندما أصاب صاروخ حزب الله مبنى في جنوب لبنان.[620][621][622]

### 25 أكتوبر
- أفادت وزارة الصحة اللبنانية أن ما لا يقل عن 41 شخصاً استشهدوا في الهجمات الإسرائيلية على لبنان خلال الـ 24 ساعة الماضية.[623]
- أستهدف هجوم إسرائيلي مجمع يسكن فيه الصحفيون في فيلا في حاصبيا، إلى مقتل ثلاثة صحفيين اثنان منهم كانا موظفين في قناة الميادين الإخبارية المرتبطة بحزب الله، والشخص الثالث الذي قُتل هو موظف في قناة المنار التلفزيونية المرتبطة بحزب الله. وأصيب ثلاثة آخرون.[624][625][626] زعم الجيش الإسرائيلي أن طائراته المقاتلة قتلت عباس عدنان مسلم، قائد قوة الرضوان في عيترون المسؤول عن تنفيذ العديد من خطط إطلاق النار التي تستهدف الجيش الإسرائيلي والمستوطنات في شمال إسرائيل. كما زعمت أنها ضربت حوالي 200 هدف للمتشددين في لبنان.[627]
- أصيب جندي إسرائيلي بجروح خطيرة في جنوب لبنان.[621]
- أدت غارة جوية إسرائيلية إلى تعطيل معبر القاع على الحدود اللبنانية السورية.[628]
- قام مهندسون قتاليون إسرائيليون من لواء كرملي بتدمير نفقين لحزب الله في جنوب لبنان.[629]
- قال وزير الصحة اللبناني فراس الأبيض إن 163 من رجال الإنقاذ والعاملين في المجال الصحي استشهدوا وأصيب 273 آخرون في لبنان منذ بداية الصراع بين إسرائيل وحزب الله.[630]
- أدى هجوم صاروخي لحزب الله في شوميرا إلى إصابة ستة جنود إسرائيليين.[631][632]
- قال حزب الله أنه أوقع خسائر في صفوف القوات الإسرائيلية التي كانت تتقدم نحو مروحين باستخدام صواريخ موجهة مضادة للدروع. وأضافت أنها قصفت دبابة ميركافا بصاروخ موجه آخر، وقالت أنها قتلت وأصابت طاقمها. وقالت إنها أطلقت عدة وابل من الصواريخ على المستوطنات الإسرائيلية على طول الحدود، وقالت إنها استهدفت قاعدة للجيش الإسرائيلي جنوب حيفا بالصواريخ.[633]
- اتهم تقرير مسرب لليونيفيل الجيش الإسرائيلي بمهاجمة مواقع الأمم المتحدة 12 مرة. كما اتهمت الجيش الإسرائيلي باستخدام الفسفور الأبيض ضد قوات حفظ السلام.[634]
- أطلق حزب الله 30 صاروخاً على كرمئيل.[635] فقُتل مستطونين وأصيب سبعة آخرون، أحدهم في حالة خطيرة والآخر في حالة خطيرة، عندما سقط صاروخ على سوق في مدينة مجد الكروم القريبة.[636]
- قال الجيش الإسرائيلي إنه ضرب منشآت إنتاج أسلحة تابعة لحزب الله ومقرًا للاستخبارات ومنظمات الدفاع الجوي في غاراته الجوية في بيروت.[637]
- قال حزب الله إنه أطلق وابلا من الصواريخ باتجاه صفد. وقالت أيضًا إن مقاتليها شنوا غارة جوية باستخدام سرب من المتفجرات التي تحتوي على طائرات بدون طيار باتجاه قاعدة للجيش الإسرائيلي تقع شرق المنطقة نفسها.[638]
- قال حزب الله أنه أوقع إصابات باستهداف قوة إسرائيلية قوامها 12 جنديا بصاروخ موجه في أطراف العديسة. وقالت أيضاً إنها أصابت سارة همر تابعة للجيش الإسرائيلي وعلى متنها أربعة جنود.[639]
- أطلق حزب الله ما مجموعه 65 صاروخاً على شمال إسرائيل طوال اليوم.[640]

### 26 أكتوبر
- أفادت وزارة الصحة اللبنانية أن 19 شخصًا على الأقل استشهدوا خلال الهجمات الإسرائيلية على لبنان قبل يوم واحد.[641]
- نفذ الجيش الإسرائيلي غارات جوية على إيران ردا على هجماتها ضد إسرائيل.[642][643] وقتل في الغارات مدني إيراني وأربعة جنود إيرانيين.[644][645]
- قال الجيش الإسرائيلي إن طائراته المقاتلة قصفت 70 هدفا لحزب الله بما في ذلك مواقع مضادة للدبابات ومباني عسكرية ومستودعات ذخيرة ونشطاء خلال الـ 24 ساعة الماضية. كما نشرت لقطات لجنودها الذين يعملون في جنوب لبنان وهم يهاجمون عناصر حزب الله ويستولون على الأسلحة. وتم إطلاق طائرة بدون طيار تحتوي على متفجرات من لبنان باتجاه شمال إسرائيل.[646]
- تم إطلاق طائرتين مسيرتين من لبنان باتجاه إسرائيل.[647]
- ذكرت وكالة الأنباء الوطنية اللبنانية أن جيش الاحتلال الإسرائيلي فجّر منازل في العديسة.[648]
- قال حزب الله إنه استهدف قاعدة تل نوف الجوية جنوب تل أبيب بضربات بطائرات مسيرة. وقالت إنها أطلقت وابلاً من الصواريخ باتجاه جنود الاحتلال في أطراف بلدة عيتا الشعب.[649][649]
- قال حزب الله إن صواريخه استهدفت قاعدة ميشار، التي يُزعم أنها مقر استخباراتي في شمال إسرائيل.[650]
- أطلق حزب الله نحو 80 قذيفة باتجاه إسرائيل.[651]
- قال حزب الله إنه أطلق وابلاً من الصواريخ باتجاه خمس مناطق سكنية في شمال إسرائيل، شملت ضواحي الكريوت.[652]
- أدت غارة جوية إسرائيلية على مركز صحي في البازورية إلى مقتل مسعف تابع للجنة الصحة الإسلامية التابعة لحزب الله، وإصابة خمسة آخرين بينهم ثلاثة مسعفين من لجنة الصحة الإسلامية.[653]
- خفف الجيش الإسرائيلي بعض القيود المفروضة على السكان في مناطق شمال إسرائيل.[654]
- حث حزب الله سكان ما لا يقل عن 25 مجتمعًا في شمال إسرائيل وبعض المستوطنات في مرتفعات الجولان على الإخلاء، قائلاً إن تلك الأماكن أصبحت "أهدافًا عسكرية مشروعة".[655][656]
- توفيت مستوطنة مسنة بعد أن تعثرت على الدرج أثناء إخلاءها إلى ملجأ في بيت هعيمك.[657]
- أصدر الجيش الإسرائيلي تحذيرات لإخلاء العديد من المباني في منطقتي برج البراجنة والحدث في الضاحية الجنوبية لبيروت.[658]
- قُتل خمسة جنود إسرائيليين من لواء ألون، بمن فيهم حاخام اللواء، وقتل ثلاثة من مقاتلي حزب الله خلال معركة في جنوب لبنان، مما رفع عدد قتلى الجيش الإسرائيلي في غزو لبنان إلى 37. وأصيب أربعة عشر جنديًا آخرين في نفس الحادث، أربعة منهم في حالة حرجة.[659][660][661]

### 27 أكتوبر
- قال حزب الله إنه أطلق دفعة من الصواريخ باتجاه كريات شمونة.[662][663]
- انطلقت طائرتان بدون طيار من لبنان ودخلتا إسرائيل.[664]
- قال جيش الاحتلال الإسرائيلي إن طائراته المقاتلة قصفت مستودعات أسلحة تابعة لحزب الله ومواقع تستخدم لتصنيع وصيانة الأسلحة في الضاحية الجنوبية، دون تقديم أدلة. كما زعمت أنها قتلت 70 مقاتلاً من حزب الله وضربت أكثر من 120 موقعًا لحزب الله.[665]
- سقطت طائرة مسيرة أطلقت من لبنان على سطح مصنع لتصنيع مكونات الطيران في المنطقة الصناعية بارليف في كرمئيل، مما أدى إلى إصابة شخصين.[666] وقال حزب الله إن غاراتها بالطائرات المسيرة استهدفت شركة "يوديفات للصناعات العسكرية" جنوب غرب عكا.[667]
- قال حزب الله أن عناصره قتلوا وأصابوا جنوداً إسرائيليين بصاروخ موجه كانوا في مجموعة مشاة إسرائيلية تتقدم في الحولة.[667]
- أصدر جيش الاحتلال الإسرائيلي أوامر إخلاء لسكان 14 بلدة وقرية في جنوب لبنان للانتقال إلى شمال نهر الأولي.[668]
- قال حزب الله إنه شن أربع غارات أخرى على القوات الإسرائيلية، وقال أن طائراتها بدون طيار قتلت وأصابت جنودا إسرائيليين في محيط المنارة والمرج.[669]
- تم إطلاق نحو 75 صاروخا من لبنان باتجاه شمال إسرائيل. سقط صاروخ على الأرض مما أدى إلى إصابة ثلاثة أشخاص في طمرة، بما في ذلك امرأة أصيبت بجروح خطيرة.[670]
- قالت قوات الدفاع الإسرائيلية إنها قتلت قائد فرقة بنت جبيل التابعة لحزب الله ونائبه في غارتين جويتين منفصلتين خلال 24 ساعة.[671]
- أدت غارة جوية إسرائيلية في صيدا إلى مقتل تسعة أشخاص وإصابة 25 آخرين.[672][673][674]
- قال حزب الله إن وحدات دفاعه الجوي أجبرت الطائرات الحربية الإسرائيلية على التراجع باستخدام صواريخ أرض جو فوق غرب لبنان.[675]
- أدت غارة جوية إسرائيلية على مركز إنقاذ في عين بعال إلى استشهاد سبعة أشخاص بينهم ممرضة وثلاثة مسعفين وإصابة 24 آخرين.[676]

### 28 أكتوبر
- أعلنت وزارة الصحة اللبنانية أن 38 شخصاً على الأقل استشهدوا وأصيب 124 آخرون في هجمات إسرائيلية على لبنان في اليوم السابق.[677]
- قُتل ضابطان من جيش الاحتلال الإسرائيلي وعدد من الجنود الإسرائيليين في لبنان. وقالت قوات الاحتلال الإسرائيلية إن أكثر من 1200 من مقاتلي حزب الله قتلوا منذ بدء عمليتها البرية في لبنان ، وزعمت أن حزب الله يملك نحو 30% فقط من الصواريخ التي كان يمتلكها قبل الصراع.[678][679]
- أدت غارة جوية إسرائيلية على صور إلى مقتل سبعة أشخاص وإصابة 17 آخرين.[680][681]
- قال حزب الله أن طائرة مسيرة أصابت شركة يوديفات للصناعات العسكرية جنوب شرقي عكا.[682]
- أطلق حزب الله نحو 115 قذيفة من لبنان باتجاه إسرائيل.[683]
- قال حزب الله أنه أوقع قتلى وجرحى في صفوف جنود إسرائيليين عندما نصب كميناً لسيارتين تابعتين لجيش الدفاع الإسرائيلي كانتا تتقدمان نحو منطقة تل النحاس على مشارف كفر كلا باستخدام الرشاشات والصواريخ.[684]
- أدت الغارات الجوية الإسرائيلية في منطقة بعلبك إلى مقتل ما لا يقل عن 60 شخصًا بما في ذلك طفلان على الأقل.[685]
- قُتل شخصان في غارة جوية إسرائيلية على سيارة في بلدة النزارية على الحدود السورية اللبنانية.[686]

### 29 أكتوبر
- انتخب حزب الله نعيم قاسم أميناً عاماً جديداً له.[687]
- أطلق حزب الله 50 صاروخًا على معالوت ترشيحا ، مما أدى إلى مقتل شخص واحد.[688]
- اصطدمت طائرة مسيرة من لبنان بجسر محطة قطار نهاريا. وتم اعتراض طائرة بدون طيار ثانية فوق الجليل الأعلى.[688]
- قالت قوات الدفاع الإسرائيلية إنها دمرت مركز قيادة تحت الأرض لحزب الله تم بناؤه على عمق ثمانية أمتار تحت الأرض ومخبأ آخر استخدم لتخزين نصف طن من المتفجرات أثناء عملياتها البرية في جنوب لبنان.[689]
- أصيب ثمانية جنود نمساويين من قوات حفظ السلام بجروح طفيفة عندما أصاب صاروخ أطلقه حزب الله مقر اليونيفيل في معسكر الناقورة، بالقرب من الحدود الإسرائيلية.[690][691]
- قُتل تسعة أشخاص وعلقت فتاة تحت الأنقاض في غارة جوية إسرائيلية في جنوب شرق صيدا.[692][693]
- زعم وزير الدفاع الإسرائيلي يوآف غالانت أن حزب الله يملك نحو 20% من الصواريخ والقذائف التي كان يمتلكها في البداية قبل بداية الصراع.[694] ونفى حزب الله هذا الادعاء.[695]
- أعلن جيش الدفاع الإسرائيلي أن قائد حزب الله في عيتا الشعب تم القبض عليه من قبل القوات الإسرائيلية قبل أسبوعين.[696]
- توفي جندي احتياطي إسرائيلي من الكتيبة 7155 من اللواء 55 مظليين متأثراً بجراحه التي أصيب بها خلال معركة في جنوب لبنان في 24 أكتوبر.[697]
- ذكرت التقارير أن دبابات إسرائيلية دخلت إلى أطراف بلدة الخيام بعد موجة من الغارات الجوية العنيفة على القرية. وزعم حزب الله أنه دمر دبابتين بالصواريخ الموجهة وهاجم قوات إسرائيلية بالمدفعية والصواريخ جنوب غرب القرية.[698]
- أدت غارة جوية إسرائيلية في الصرفند إلى استشهاد 10 أشخاص وإصابة 21 آخرين، في حين أدت غارة بالقرب من صيدا إلى استشهاد ستة أشخاص وإصابة 37 آخرين.[699][700]
- أطلق حزب الله ما يقرب من 75 صاروخًا على شمال إسرائيل طوال اليوم.[701]

### 30 أكتوبر
- استشهد ما لا يقل عن 77 شخصًا في هجمات إسرائيلية في لبنان خلال الـ24 ساعة الماضية.[702]
- أدت شظايا صاروخية من هجوم صاروخي شنه حزب الله بالقرب من المطلة إلى إصابة اثنين من العاملين في المزرعة، أحدهما في حالة خطيرة.[703]
- قالت قوات الاحتلال الإسرائيلية إنها ضربت أكثر من 100 هدف في لبنان بما في ذلك منصات إطلاق صواريخ لحزب الله، وزعمت أنها قتلت العشرات من المسلحين في اليوم السابق.[704]
- غارة جوية إسرائيلية على سيارة في منطقة عاريا في قضاء بعبدا.[705]
- أعلن جيش الاحتلال الإسرائيلي أنه قتل مصطفى أحمد شحادة، نائب قائد قوة الرضوان، في غارة جوية على النبطية.[706]
- أصدر جيش الاحتلال الإسرائيلي أوامر إخلاء لسكان ثماني بلدات على الأقل في جنوب لبنان للانتقال إلى شمال نهر الأولي.[707] كما صدرت أوامر إخلاء لسكان بعلبك وعين بوردي ودوريس،[708] ، شنت على إثرها الطائرات الحربية الإسرائيلية سلسلة غارات على منطقة عصيرة في بعلبك وإيعات ودوريس والمناطق المحيطة بها.[709][710]
- أطلق حزب الله ما لا يقل عن 60 صاروخًا من لبنان تجاه إسرائيل.[711]
- أدت الغارات الجوية الإسرائيلية في سحمر إلى استشهاد 11 شخصًا وإصابة 15 آخرين.[712]
- قالت قوات الاحتلال الإسرائيلية إنها قصفت مستودعات وقود تقع في مجمعات عسكرية تابعة لوحدة التمكين اللوجستي التابعة لحزب الله في البقاع.[713]
- قالت حزب الله إنها قصفت مطار عين شيمر ومعسكر الياقيم وقاعدة شراغا شمال عكا بالصواريخ والطائرات المسيرة.[714]
- أدى هجوم لطائرة بدون طيار تابعة لحزب الله إلى إصابة شخصين في الخضيرة.[715]
- أعلنت وزارة الصحة اللبنانية أن الغارات الإسرائيلية أسفرت عن استشهاد 19 شخصاً، بينهم ثماني نساء، في بلدتين في قضاء بعلبك.[716]
- أصاب صاروخ كاتيوشا كان يستهدف إسرائيل قاعدة حفظ السلام الأيرلندية كامب شامروك في جنوب لبنان، مما تسبب في أضرار طفيفة.[717]

### 31 أكتوبر
- استشهد ما لا يقل عن 45 شخصًا في هجمات إسرائيلية في لبنان خلال الـ24 ساعة الماضية.[718]
- ذكرت قناة المنار التابعة لحزب الله أن طائرة مسيرة انطلقت من لبنان أصابت هدفها في نهاريا.[719]
- زعم جيش الاحتلال الإسرائيلي أن طائراته المقاتلة ضربت نحو 150 هدفا مرتبطا بحماس في غزة وأهدافا مرتبطة بحزب الله في لبنان بما في ذلك مقر حزب الله ومنصات إطلاق الصواريخ. وقالت إن وحدة من حزب الله أطلقت صاروخاً باتجاه إحدى طائراتها الحربية فوق منطقة شمال صور، فردت بتدمير الموقع. وقالت أيضًا إنها واصلت عملياتها البرية في جنوب لبنان، ودمرت البنى التحتية للمسلحين وضربت فرق مكافحة الدبابات.[720]
- وأصدر جيش الدفاع الإسرائيلي أوامر إخلاء لعشرة بلدات وقرى في جنوب لبنان تشمل الحوش والبرغلية وأنصار.[721] وفي وقت لاحق، ضربت سلسلة من الغارات الجوية الإسرائيلية منطقة الحوش.[722]
- شنت القوات الإسرائيلية غارات جوية على منطقة بعلبك، مما أدت إلى تستشهاد ثمانية أشخاص، من بينهم طفلان.[723]
- أصابت مجموعة من الصواريخ أطلقها حزب الله بستان تفاح بالقرب من المطلة، مما أدى إلى مقتل خمسة عمال زراعيين، من بينهم أربعة مواطنين تايلانديين، وإصابة واحد بجروح خطيرة.[724][725]
- وذكرت وكالة سانا أن الغارات الإسرائيلية أصابت عدداً من المباني السكنية في القصير، ما أدى إلى "أضرار مادية" في منطقتها الصناعية وبعض أحيائها السكنية، ما أدى إلى استشهاد 10 أشخاص بينهم مدنيون.[726][727] وقالت قوات الاحتلال الإسرائيلية إنها ضربت مراكز قيادة ومخازن أسلحة تابعة لحزب الله.[728]
- أدى قصف إسرائيلي على مركبة إسعاف جمعية الرسالة الصحية في زفتا إلى مقتل مسعف وإصابة اثنين آخرين.[729]
- أسفرت الغارات الإسرائيلية عن مقتل خمسة مسعفين آخرين وإصابة اثنين آخرين.[730]
- حزب الله أطلق 25 صاروخا على منطقة حيفا. قُتل شخصان وأصيب ثالث بجروح طفيفة بالقرب من كريات آتا .[731][732]

## نوفمبر

### 1 نوفمبر
- أعلنت وزارة الصحة اللبنانية عن استشهاد 30 شخصاً في الهجمات إسرائيلية على لبنان خلال الـ24 ساعة الماضية.[733]
- أصدر جيش الاحتلال الإسرائيلي أمرين بإخلاء سكان حارة حريك وبرج البراجنة والغبيري، وبعدها ضربت إسرائيل المنطقة بسلسلة من الغارات.[734]
- أصدر جيش الاحتلال الإسرائيلي أمرين آخرين بإخلاء سكان ثلاثة أحياء في الضاحية ومنطقة يشار إليها باسم "حوض البركة"، وبعدها ضربت الغارات الإسرائيلية المنطقة، مما أسفر عن استشهاد شخصين وإصابة أربعة آخرين.[735][736]
- تم اعتراض طائرة بدون طيار أطلقت باتجاه إسرائيل في سوريا.[737]
- أدت غارة جوية إسرائيلية على منزل في طريا إلى مقتل شخصين بينهم امرأة وإصابة أربعة آخرين.[738]
- أطلق حزب الله نحو 30 صاروخاً باتجاه الجليل، مما أدى إلى إصابة العديد من الأشخاص.[739]
- أعلن حزب الله أنه ضرب كرميئيل ومعالوت ترشيحا.[740]
- أصابت غارة جوية إسرائيلية معبرًا حدوديًا على الحدود اللبنانية السورية، مما أدى إلى إغلاقه.[741]
- أدت الغارات الجوية الإسرائيلية في محافظة بعلبك الهرمل إلى استشهاد 52 شخصًا وإصابة 72 آخرين.[742]
- أدت غارة جوية إسرائيلية على منزل في أمهز إلى استشهاد 12 شخصًا على الأقل وإصابة العديد.[743][744]
- أفادت تقارير أن القوات البحرية الإسرائيلية اعتقلت مسؤول حزب الله عماد أمهز خلال حملة في البترون جنوب طرابلس.[745]
- أعلن جيش الاحتلال الإسرائيلي أن قائد الوحدة الساحلية لحزب الله وقائد فرقة المدفعية في الوحدة قتلا في غارة جوية على صور.[746]

### 2 نوفمبر
- أعلنت وزارة الصحة اللبنانية أن 71 شخصاً استشهدوا في هجمات إسرائيلية على لبنان في اليوم السابق.[747]
- أصيب أحد عشر شخصًا في هجوم صاروخي شنه حزب الله على مبنى في الطيرة.[748]
- أدت الصواريخ التي أطلقت من لبنان إلى إصابة 19 شخصًا على الأقل في هود هشارون.[749]
- أصيب قائد القيادة الشمالية أوري جوردين بجروح طفيفة مع العديد من الجنود الإسرائيليين بعد انقلاب مركبتهم أثناء دورية في لبنان.[750]
- قال حزب الله أنه ضرب يسود هامعاليا، وبار يوهاي  [لغات أخرى]‏، وبيريا،[751] وقاعدة بالماخيم الجوية، وقاعدة الصناعات العسكرية زفولون، والكريوت باستخدام الطائرات بدون طيار والصواريخ.[752] وقال الجيش الإسرائيلي إن مصنعاً بالقرب من نهاريا تعرض للقصف.[753]
- قال حزب الله أنه هاجم قوات إسرائيلية شرقي مارون الراس وفي صفد باستخدام الصواريخ.[754]
- وقالت قوات الاحتلال الإسرائيلية إنها قتلت جعفر خضر فاعور، قائد وحدة صواريخ لواء ناصر التابعة لحزب الله في جنوب لبنان، والذي كان مسؤولاً عن العديد من الهجمات على إسرائيل منذ أكتوبر 2023.[755]
- أطلق حزب الله حوالي 100 صاروخ من لبنان باتجاه إسرائيل.[756]
- أدت غارة جوية إسرائيلية في بلدة الحازمية إلى مقتل عامل مهاجر من أصل بنغالي عندما دخل مقهى في طريقه إلى العمل.[757]

### 3 نوفمبر
- أعلنت وزارة الصحة اللبنانية استشهاد 18 شخصا في هجمات إسرائيلية على لبنان في اليوم السابق.[758]
- زعم الجيش الإسرائيلي إنه قتل اثنين من العناصر الرئيسيين لحزب الله من بلدة الخيام، وقال إن قواته من الفرقة 91، وبالتنسيق مع سلاح الجو الإسرائيلي، قتلت فاروق أمين العشي، وهو أحد قادة حزب الله الذي اتهمته بالمسؤولية عن تنفيذ العديد من خطط إطلاق الصواريخ المضادة للدبابات والمضادة للدروع باتجاه المستوطنات في منطقة الجليل، وخاصة في المطلة، وكذلك يوسف أحمد نون، قائد فصيلة في قوة الرضوان في الخيام، الذي أطلق النيران المضادة للدبابات باتجاه المستوطنات والقوات الإسرائيلية في الجليل.[759]
- أصدر جيش الاحتلال الإسرائيلي أوامر إخلاء لسكان أحد المباني في بلدة دوريس ومحيطها بالابتعاد عن مسافة لا تقل عن 500 متر.[760] وفي وقت لاحق، تم الإبلاغ عن وقوع ثلاث غارات على الأقل في المنطقة.[761]
- توفي رجل متأثراً بجراحه التي أصيب بها في هجوم صاروخي في نهاريا في 23 أكتوبر.[762]
- قال حزب الله أنه أوقع قتلى وجرحى بين طاقم دبابة ميركافا في المطلة بعد إطلاق صاروخ موجه إليها.[763]
- أدى قصف إسرائيلي على مركز صحي في البازورية إلى مقتل اثنين من المسعفين وإصابة العديد من الآخرين.[764]
- أصابت غارة إسرائيلية مقراً لوكالة الأونروا في محيط مخيم البرج الشمالي.[765]
- أطلق حزب الله ما يقارب 100 صاروخ باتجاه إسرائيل.[766]

### 4 نوفمبر
- أعلنت وزارة الصحة اللبنانية استشهاد 16 شخصا في هجمات إسرائيلية على لبنان في اليوم السابق.[767]
- أدت الغارات الإسرائيلية إلى إلحاق أضرار بالمستشفيات الحكومية في تبنين وبعلبك وإصابة ما لا يقل عن 10 أشخاص.[768]
- قالت قوات الاحتلال الإسرائيلية إن طائرات سلاح الجو الإسرائيلي قتلت أبو علي رضا، قائد حزب الله في برعشيت، والذي كان مسؤولاً أيضاً عن تخطيط وتنفيذ هجمات الصواريخ والقذائف المضادة للدبابات على الجنود الإسرائيليين.[769]
- أفادت سانا بقصف إسرائيلي في محيط السيدة زينب في ريف دمشق. وقالت القوات الجوية الإسرائيلية إنها نفذت ضربات استهدفت أهدافا لمقرات استخبارات لحزب الله في سوريا.[770][771]

### 5 نوفمبر
- أعلن جيش الاحتلال الإسرائيلي أن جندياً من الكتيبة 932 في لواء ناحال أصيب بجروح خطيرة خلال قتال في جنوب لبنان في اليوم السابق.[772]
- أعلن الجيش الإسرائيلي أنه قتل اثنين من عناصر حزب الله يحملان جنسيتين آسيويتين تسللا إلى إسرائيل أثناء الصراع.[773]
- ذكرت الوكالة الوطنية للإعلام أن جيش الاحتلال الإسرائيلي دمر أكثر من 37 بلدة تضم نحو 40 ألف وحدة سكنية في جنوب لبنان، في المنطقة الممتدة من الناقورة حتى أطراف الخيام. وقال الجيش الإسرائيلي إنه استهدف البنية التحتية لحزب الله.[774][775]
- زعمت قوات الاحتلال الإسرائيلية وجهاز الأمن العام الإسرائيلي (الشاباك) أنهما اعتقلتا أكثر من 60 عضواً من الجبهة الشعبية لتحرير فلسطين في الضفة الغربية ولبنان.[776]
- سحبت قوات الاحتلال الإسرائيلية عدة ألوية من جنوب لبنان.[777]
- ذكرت وكالة سانا أن إسرائيل شنت غارة على منطقة صناعية في القصير بسوريا.[778] وقالت القوات الإسرائيلية إنها ضربت منشأة تابعة لوحدة الذخيرة التابعة لحزب الله.[779]
- أعلنت وزارة الصحة اللبنانية استشهاد 11 شخصا في هجمات إسرائيلية على لبنان في اليوم السابق.[780]
- أدت غارة إسرائيلية على مبنى سكني في برجا إلى استشهاد ما لا يقل عن 30 شخصًا وإصابة العديد من الآخرين بما في ذلك امرأة وطفلها.[781]

### 6 نوفمبر
- أعلنت وزارة الصحة اللبنانية استشهاد 37 شخصاً في الهجمات الإسرائيلية على لبنان.[782]
- أصدر الجيش الإسرائيلي أوامر إخلاء للسكان في بعض مناطق النبطية وبرج البراجنة بالابتعاد عن مسافة 500 متر على الأقل.[783][784]
- قال حزب الله أنه أصاب طاقم دبابة ميركافا في المطلة باستهدافه باستخدام صاروخ موجه، كما قتل وأصاب جنوداً إسرائيليين بقصف منزل في نفس المنطقة.[785]
- أطلق حزب الله أكثر من 150 صاروخًا من لبنان تجاه إسرائيل، حيث سقط أحدها في منطقة مطار بن غوريون وألحقت الحطام أضرارًا بسيارة في رعنانا.[786] أدت شظايا من قصف صاروخي شنه حزب الله في كفار ماساريك  [لغات أخرى]‏ إلى مقتل شاب يبلغ من العمر 18 عامًا.[787][788]
- قُتل جندي إسرائيلي عندما أطلق حزب الله صواريخ على بلدة أفيفيم، وهي بلدة إسرائيلية مجاورة للحدود اللبنانية. وأصيب ثلاثة جنود آخرين بجروح طفيفة.[789]

### 7 نوفمبر
- أعلنت وزارة الصحة اللبنانية عن استشهاد 53 شخصاً في هجمات إسرائيلية على لبنان خلال الـ24 ساعة الماضية.[790]
- أعلن حزب الله أن غارة إسرائيلية في البازورية أدت إلى مقتل عم حسن نصر الله مع عائلته.[791]
- وقال جيش الاحتلال الإسرائيلي إنه نفذ أكثر من 110 غارات على أهداف في لبنان وغزة في اليوم السابق. وقالت أيضا إن طائرات مقاتلة ضربت نحو 20 موقعا في وادي البقاع وشمال نهر الليطاني، ما أدى إلى مقتل نحو 60 عنصرا من حزب الله. كما دمرت القوات البرية الإسرائيلية البنية التحتية للمسلحين حزب الله بما في ذلك "منصة إطلاق صواريخ استخدمت في هجوم على وسط إسرائيل" ومستودعات لأسلحة. وقالت أيضًا إن فرقتيها 91 و36 دمرتا مستودعًا عسكريًا لحزب الله وقاذفة صواريخ.[792][793]
- أدت غارة جوية إسرائيلية على سيارة عند نقطة تفتيش في صيدا إلى مقتل ثلاثة أشخاص وإصابة ثلاثة جنود لبنانيين وستة من قوات حفظ السلام الماليزية.[794][795]
- قال حزب الله أنه قتل وأصاب أفراداً من قوة مشاة إسرائيلية حاولت التقدم باتجاه يارون.[796]

### 8 نوفمبر
- أعلنت وزارة الصحة اللبنانية استشهاد 15 شخصا في هجمات إسرائيلية على لبنان في اليوم السابق.[797]
- قال حزب الله أنه ضرب قوات إسرائيلية في جل الحمار في جنوب العديسة.[798]
- أدى قصف جوي إسرائيلي على مركز طبي في قضاء صور على الطريق الواصل بين دير قانون وراس العين والناقورة إلى استشهاد مسعف من بلدة طير حرفا.[799]
- ذكرت الوكالة الوطنية للإعلام (لبنان) أن جيش الاحتلال الإسرائيلي فجّر عبوات ناسفة زرعها داخل منازل في يارون وعيترون ومارون الراس "بهدف تدمير منازل سكنية هناك".[800]
- قال حزب الله أنه ضرب جنودًا إسرائيليين باستخدام الصواريخ في مرغليوت مسغاف عام.[801]
- أصيب رجل بجروح بعد سقوطه من سلم بسبب دوي صفارات الإنذار في الجليل الأسفل.[802]
- أدت غارة جوية إسرائيلية في حلب وإدلب إلى إصابة عدد من الجنود السوريين.[803]
- فتل جندي إسرائيلي من لواء ألون متأثراً بجراحه التي أصيب بها في اشتباك وقع في 26 أكتوبر مع مقاتلي حزب الله في جنوب لبنان، حيث وردت أنباء عن مقتل خمسة جنود إسرائيليين آخرين في وقت سابق.[804]
- وأصدر جيش الاحتلال أوامر إخلاء لسكان منطقة الضاحية الجنوبية بطرابلس، بالابتعاد مسافة لا تقل عن 500. وفي وقت لاحق، نفذت إسرائيل ما لا يقل عن 14 غارة جوية على أطراف بيروت. وقالت القوات الإسرائيلية إنها ضربت مقر لقيادة حزب الله وموقعًا لإنتاج الأسلحة والبني التحتية الأخرى.[805][806]

### 9 نوفمبر
- أعلنت وزارة الصحة اللبنانية استشهاد 19 شخصا في هجمات إسرائيلية على لبنان في اليوم السابق.[807]
- قصفت طائرات مقاتلة إسرائيلية مبنيين في صور، مما أدى إلى استشهاد تسعة أشخاص على الأقل، بينهم امرأة حامل وطفل، وإصابة 38 آخرين.[808]
- زعمت القوات الإسرائيلية إن سلاح الجو الإسرائيلي قصف أكثر من 50 هدفا للمسلحين في لبنان وقطاع غزة خلال الساعات الأربع والعشرين الماضية.[809]
- قال حزب الله أن وحدة الدفاع الجوي التابعة له أسقطت طائرة إسرائيلية بدون طيار من طراز إلبيت هيرمز 450 باستخدام صاروخ أرض جو في الأراضي اللبنانية.[810]
- أدت الغارات الإسرائيلية في جنوب لبنان إلى استشهاد 11 شخصًا بينهم 6 من رجال الإنقاذ التابعين لحركة أمل وحزب الله.[811]
- ألحقت الغارات الجوية الإسرائيلية على الضاحية الجنوبية لبيروت أضراراً جسيمة ببعض مباني الكليات والمختبرات في جامعة رفيق الحريري في الحدث بجبل لبنان.[812]
- ذكرت الوكالة الوطنية للاعلام (لبنان) ان الطائرات حربية الإسرائيلية قصفت معبر جرماش قلع السبع الواقع بين شرق الهرمل وسوريا.[813]

### 10 نوفمبر
- أعلنت وزارة الصحة اللبنانية أن 53 شخصا استشهدوا خلال الهجمات الإسرائيلية على لبنان في اليوم السابق.[814]
- أدت غارة جوية إسرائيلية في صور إلى استشهاد امرأة وأربعة من أشقائها المعاقين.[815]
- وقال المتحدث باسم الجيش الإسرائيلي أفيخاي أدرعي إن إحراق علم لبنان من قبل بعض الجنود يعد انتهاكا لأوامر الجيش.[816]
- أدى قصف إسرائيلي على مركز الدفاع المدني التابع لجمعية الكشافة الإسلامية في رأس العين بلبنان إلى مقتل 15 شخصاً وإصابة اثنين آخرين.[817][818]
- أدى قصف إسرائيلي على منزل في عين بعال إلى إصابة خمسة أشخاص بينهم مدنيون.[817]
- أدت غارة إسرائيلية على بلدة صريفا إلى إصابة عدة أشخاص بجروح تراوحت بين الخطيرة والمتوسطة، شملت المدنيين، وألحقت أضراراً بالغة بمعدات المستشفى.[817]
- أدت غارة إسرائيلية على منزل في علمات في قضاء جبيل إلى استشهاد 23 شخصا، من بينهم سبعة أطفال، وإصابة ستة آخرين.[819]
- أدت غارة إسرائيلية على مركز دفاع مدني تابع لهيئة الصحة الإسلامية في عدلون إلى استشهاد ثلاثة مسعفين.[820]
- ذكرت سانا أن غارة جوية إسرائيلية على منطقة السيدة زينب أوقعت ضحايا وجرحى. وأفاد المرصد السوري لحقوق الإنسان أن الجيش الإسرائيلي ضرب مبنيين يسكنهما أعضاء من حزب الله، مما أسفر عن مقتل ثلاثة أشخاص وإصابة آخرين في شقة بأحد المباني.[821][822][823] وذكرت وزارة الدفاع (سوريا) أن الضربات الإسرائيلية استهدافت مبنى سكني في منطقة السيدة زينب وأدت إلى استشهاد سبعة مدنيين بينهم نساء وأطفال، وإصابة 20 آخرين.[824]
- خففت سلطات الدفاع المدني الإسرائيلي من القيود في شمال إسرائيل باستثناء المنطقة الأقرب إلى الحدود اللبنانية.[825]
- تفيد التقارير أن غارة جوية إسرائيلية في القصير أدت إلى مقتل سليم جميل عياش، وهو عضو بارز في الوحدة 151 في حزب الله، والذي حكم عليه غيابيًا بالسجن مدى الحياة من قبل محكمة مدعومة من الأمم المتحدة لتورطه في اغتيال رفيق الحريري.[826]
- أدى هجوم صاروخي مضاد للدبابات لحزب الله إلى إصابة ثلاثة أشخاص في المطلة، في حين أدى هجوم صاروخي منفصل في كابري إلى إصابة ثلاثة آخرين.[827]
- وبحسب ما ورد قُتل مواطن سعودي، وهو نجل زعيم الجناح العسكري لحزب الله الحجاز أحمد المغسل، في اليوم السابق أثناء قتاله لصالح حزب الله.[828]
- وبحسب ما ورد اعترف رئيس الوزراء الإسرائيلي بنيامين نتنياهو للمرة الأولى بأن إسرائيل كانت وراء الهجمات عبر انفجار أجهزة النداء خلال اجتماع لمجلس الوزراء في 10 نوفمبر. وذكر أن العمليات "تمت رغم معارضة كبار المسؤولين في المؤسسة الأمنية والمسؤولين عنهم في المستوى السياسي".[829]
- قال حزب الله أنه ضرب قاعدة حيفا البحرية باستخدام طائرات بدون طيار.[830]